# Karpaty
Karpaty jsou rozsáhlé pásemné pohoří ve střední a východní Evropě, součást alpsko-himálajského geologického systému. Vznikly v průběhu mladších třetihor, patří tedy k mladým evropským pohořím. Zasahují na území Rakouska, Česka, Slovenska, Maďarska, Polska, Ukrajiny, Rumunska a Srbska. Na severozápadě je Vídeňská pánev a Karnuntská brána oddělují od Alp, ze severu jsou obklopeny vněkarpatskými sníženinami, na jihovýchodě, ve východním Srbsku, plynule přecházejí v Balkanidy. Vnější pásmo je tvořeno z flyšových příkrovů, centrální pásmo hlubinnými vyvřelinami a vápenci, vnitřní pak povrchovými vyvřelinami, pozůstatky třetihorního vulkanismu. Celková rozloha pohoří se uvádí na přibližně 200–210 tisíc km², celá Karpatská oblast s přilehlými pánvemi, nížinami a pahorkatinami pak 530 tisíc km². Délka karpatského oblouku počítaná od Bratislavy po Železná vrata je zhruba 1 450–1 500 km, šířka se pohybuje mezi 12 a 350 km. Nejvyšší bod Karpat je Gerlachovský štít ve slovenských Vysokých Tatrách s výškou 2 654 m n. m. Další oblasti vysokohorského charakteru se rozkládají v rumunských Jižních Karpatech s řetězcem masivů Retezat, Parâng, Fagaraš a Bucegi, které přesahují 2 500 metrů; jinak má většina Karpat spíše ráz lesnatých středohor. Nad hranicí lesa se nachází asi 5 % rozlohy pohoří; části trvale nad sněžnou čarou ani ledovce zde nejsou.
Karpaty jsou jedním z nejvýznamnějších území divoké přírody v Evropě. Žije zde mimo jiné největší evropská populace medvěda hnědého, vlka, kamzíka a rysa, mnoho vzácných ptáků jako orel skalní či orel křiklavý a také více než třetina všech evropských druhů rostlin včetně mnoha endemitních a reliktních druhů. V Rumunsku se nachází druhá největší plocha pralesů v Evropě po Rusku, celkem 250 000 hektarů (65 %); většina z nich se nachází v Karpatech, přičemž Jižní Karpaty představují největší nefragmentovanou lesní oblast v Evropě. Nejvíce lesů tvoří podhorské bučiny a horské smrčiny. Míra odlesňování v důsledku nezákonné těžby dřeva je ovšem vysoká. Mimořádně druhově bohatá je v Karpatech náhradní vegetace luk, bělokarpatské louky v ČR drží dokonce světový rekord v absolutním počtu druhů na malé a střední ploše. V horách a jejich podhůřích vyvěrá mnoho termálních a minerálních vod, přičemž na Rumunsko připadá třetina všech těchto evropských vod.
V karpatské oblasti se stýkají vlivy mnoha národů, jazyků a kultur, projevující se podobným folklórem a tradicemi; charakteristická podoba pastevecké horské krajiny i mnoha místopisných názvů je spojena především s tzv. valašskou kolonizací ve středověku a raném novověku. Kromě přírodního bohatství se zde nachází i mnoho památek kulturních: na seznamu světového kulturního a přírodního dědictví UNESCO jsou zapsány původní bukové lesy Karpat, ale též lidové dřevěné chrámy polských, ukrajinských, rumunských a slovenských vesnic, opevněné vesnice Sedmihradska, pravoslavné kláštery v bývalé Rumunské Moldávii nebo unikátní jeskyně Slovenského ráje a krasu.

## Název
Pohoří se v moderní době nazývá Karpaty v češtině, polštině a slovenštině a Карпати (Karpaty) v ukrajinštině, Карпати/Karpati v srbštině, Carpați (čti [karpac]) v rumunštině, Карпаты v rusínštině, Karpaten v němčině a Kárpátok v maďarštině. Ačkoli toponymum (ve tvaru Karpates oros) zaznamenal Ptolemaios již ve 2. století našeho letopočtu, je moderní forma jména ve většině jazyků neologismem. Například jejich středověké uherské jméno bylo Havasok („Sněžné hory“); ruské kroniky je označovaly jako „Maďarské hory“. Pozdější zdroje jako Dimitrie Cantemir a italský kronikář Giovanandrea Gromo označovaly pohoří jako „Transylvánské hory“, zatímco historik ze 17. století Constantin Cantacuzino přeložil název hor pro italsko-rumunský glosář jako „Rumunské hory“.
Jméno „Karpaty“ je úzce spjato se starými dáckými kmeny zvanými „Karpes“ nebo „Karpové“, kteří žili na rozsáhlém území od východního a severovýchodního břehu Černého moře až po sedmihradské pláně v dnešním Rumunsku a Moldavsku. Název Karpaty může nakonec pocházet z protoindoevropského kořene *sker-/* ker-, ze kterého pochází albánské slovo karpë (skála) a slovanské slovo skála (i útes), snad prostřednictvím dáckého kognátu, který znamenal horu, skálu nebo drsný terén (srov. germánský kořen *skerp-, staronorský harfr „brázda“, gótské skarpo, středoněmecký scharf „hrnčíř“ a moderní hornoněmecké Scherbe „střep“, staroanglické scearp a anglické sharp (ostrý), litevské kar~pas „řezat, sekat, zářez“, lotyšské cirpt „střih, klip“). Archaické polské slovo karpa znamenalo „členité nerovnosti, podvodní překážky/skaliska, členité kořeny nebo kmeny“. Častější slovo skarpa znamená ostrý útes nebo jiný svislý terén. Název může také pocházet z indoevropského *kwerp „otáčet“, podobné staroanglickému hweorfan „otáčet, měnit“ (anglicky warp) a řeckému καρπός karpós „zápěstí“, možná odkazující na to, jak se pohoří ohýbá nebo stáčí do tvaru písmene L.
V pozdně římských dokumentech byly východní Karpaty označovány jako Montes Sarmatici (což znamená Sarmatské pohoří). Západní Karpaty se nazývaly Carpates, jméno, které je poprvé zaznamenáno v Ptolemaiově Geografii (2. stol. n. l.). Ve skandinávské sáze Hervarar, která vypráví starogermánské legendy o bojích mezi Góty a Huny, se jméno Karpates objevuje v předvídatelné germánské podobě jako Harvaða fjöllum (viz Grimmův zákon). Gervase z Tilbury ve svém Otia Imperialia („Rekreace pro císaře“) z roku 1211 psal o pohoří jako o Hunských alpách. Uherské listiny ze 13.–15. století pojmenovávají hory Thorchal, Tarczal nebo méně často Montes Nivium („Zasněžené hory“). V Polsku název „Karpaty“ poprvé použil přírodovědec a geograf Stanisław Staszic (1755–1826) v roce 1815 ve svém díle O ziemiorództwie Karpatów i innych gór i równin Polski (O pozemkovém hospodářství Karpat a jiných hor a pláních Polska).

## Geografické vymezení

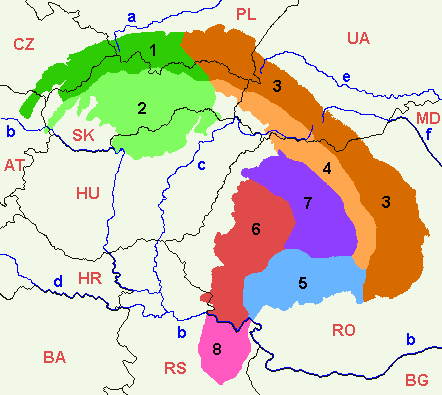
Mapka č. 1: Klasické dělení Karpat (včetně srbské části): 1 – Vnější západní, 2 – Vnitřní západní, 3 – Vnější východní, 4 – Vnitřní východní, 5 – Jižní, 6 – Rumunské západní, 7 – Transylvánská vysočina, 8 – Srbské Karpaty; řeky: a – Visla, b – Dunaj, c – Tisa, d – Sáva, e – Dněstr, f – Prut

Dle geomorfologického dělení jsou Karpaty geomorfologickým subsystémem Alpsko-himálajského systému. Jejich přesné vymezení se však v literatuře různí a existují na něho různé pohledy; často, avšak nikoli výhradně, je přijímána definice polského geologa Jerzyho Kondrackého z roku 1989. Po geologické stránce je hranicí Karpat na západě průtok Dunaje Vídeňskou pánví a dále Karnuntská brána, která tvoří hranici mezi Hainburskými vrchy (Karpaty) a Litavskými vrchy (nejvýchodnější výběžek celého systému Alp). Ze západu, severu a východu je pohoří obklopeno pásem tzv. vněkarpatských sníženin – tektonických poklesů, které je oddělují od sousedních horských celků. Na západě jsou Moravská brána, Vyškovská brána a moravské úvaly v České republice hranicí mezi Karpatami a pohořími hercynského Českého masivu, na severu je pás sníženin odděluje od taktéž hercynské Polské vysočiny, na východě od hornatého Podolí. Na jihu a jihovýchodě svahy Karpat spadají do Dolnodunajské nížiny. Prostor uvnitř karpatského oblouku vyplňují nížiny Panonské pánve, v ohbí Dunaje pak plynule navazuje Zadunajské středohoří. Transylvánská vysočina je zpravidla považována za součást Karpat, existují však i pojetí, kdy tomu tak není.
Nejproblematičtější je vymezení hranice Karpat v Srbsku vzhledem k tomu, že hranice s navazujícími Balkanidy není geologická (obě pohoří patří do Alpsko-himálajského systému) a je tedy víceméně záležitostí konvence. Jako hranice se v literatuře uvádí až pět různých možností. Někdy je za hranici považován už samotný Dunaj, jako i u zmíněného Kondrackého, pro účely Karpatské úmluvy je přijímána definice Srbské akademie věd, která za součást Karpat považuje pouze jižní břeh soutěsky Železná vrata v rozsahu území národního parku Djerdap. Často je hranice vedena údolím řeky Crni Timok, po linii Stalać – Sokobanja – Knjaževac (masívy Ozren i Devica by pak už patřily pod Balkán), nebo ještě o něco jižněji údolími řek Nišava a Svrljiški Timok.

## Dělení Karpat

Mapka č. 2: Novější dělení dle Kondrackého (1989): Západní Karpaty jsou děleny na Vnější (1), Centrální (2) a Vnitřní (3), Rumunské západní Karpaty sjednoceny s Transylvánskou vysočinou (7). Pohoří Poiana Ruscă a Banátské hory jsou zahrnuty do Jižních Karpat (6) stejně jako Srbské Karpaty, zde v úzkém pojetí zahrnujícím pouze jižní břeh Dunaje. Východní Karpaty (4, 5) jsou stejné jako v mapě nahoře, hranice mezi Západními a Východními je posunuta více na východ. (I. – Vněkarpatské sníženiny, II. – Dolnodunajská nížina, III. – Panonská pánev)

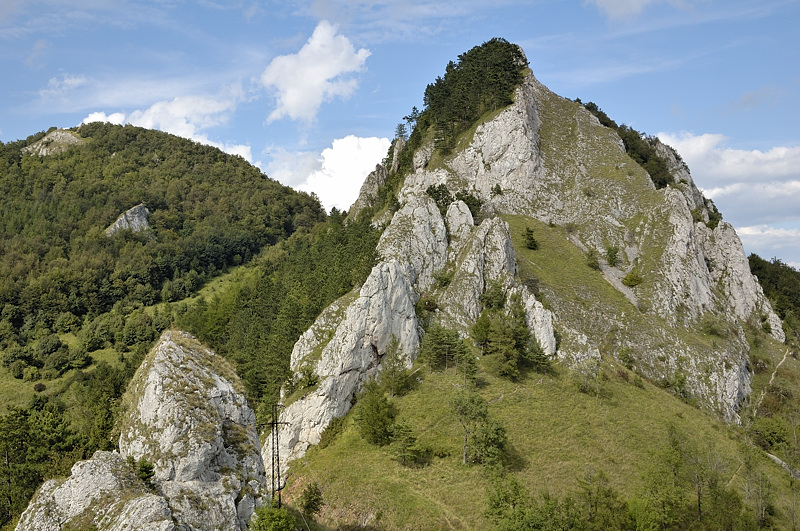
Vršatské bradlo na Slovensku, součást vápencového Bradlového pásma Karpat

Podobně jako samotné vymezení Karpat, i jejich dělení je předmětem rozporů a v jednotlivých zdrojích a zemích se dosti liší. Nejčastěji se v literatuře Karpaty dělí na tři geomorfologické provincie – Západní, Východní a Jižní Karpaty. Hranice mezi Západními a Východními Karpaty je kladena buď do oblasti Lupkovského průsmyku, nebo dále na západ do Kurovského sedla (též Tyličského) na slovensko-polské hranici, zhruba na spojnici měst Bardejov a Nowy Sącz. Hranicí mezi Východními a Jižními Karpaty je tradičně rumunský průsmyk Predeal (1 033 m n. m.) na spojnici města Brašov na severu a údolím řeky Prahova na jihu, objevují se však i názory na její mírné posunutí do údolí řeky Dâmbovițy; v tom případě by pohoří Bucegi spadalo ještě pod Karpaty východní.
Tyto tři základní provincie jsou dále děleny do subprovincií podle tektonické a geologické stavby. Podle klasického dělení odpovídají subprovincie Vnějších Západních a Vnějších Východních Karpat flyšovému pásu, vnitřní pak jádrovým krystalickým a někde též vulkanickým pohořím. V modernějším pojetí jsou Západní Karpaty členěny podle tektonické stavby na tři části: Vnější (flyšové), Centrální (tzv. pásmo jádrových pohoří) a Vnitřní (viz spodní mapka). Na západě tvoří hranici mezi Vnějšími a Vnitřními Karpatami také vápencové Bradlové pásmo (viz níže kapitola Geologie). Vněkarpatské sníženiny jsou obvykle považovány za součást (subprovincii) jednotlivých provincií, ke kterým přiléhají.
Neustálené je dělení rumunských Karpat, které je v rumunské literatuře méně propracované a nesleduje stejná geomorfologická kritéria a jejich hierarchii. Jižní Karpaty, Rumunské Západní Karpaty (neboli Apuseni) a Transylvánská vysočina se zde posuzují obvykle samostatně. Rumunské západní Karpaty jsou přitom vymezeny taktéž nejednoznačně: hranice buď probíhá údolími řek Cerna a Timiș (viz mapka č. 1, části 5, 6), nebo jsou pohoří Poiana Rusca a Banátské hory přiřazeny k Jižním Karpatům a hranicí je údolí Mureše (v mapce č. 2 části 6, 7). Odlišné je zde také dělení Východních Karpat (viz níže).
Přehled karpatských geomorfologických subprovincií a jejich nejvyšších vrcholů je následující:
1. Vnější Západní Karpaty (Babia góra v Polsku, 1 725 m n. m.)
2. Vnitřní Západní Karpaty (Gerlachovský štít, 2 654 m n. m., též děleny na Centrální a Vnitřní)
3. Vnější Východní Karpaty (Hoverla, 2 061 m n. m.)
4. Vnitřní Východní Karpaty (Pietrosul, 2 303 m n. m.)
5. Jižní Karpaty (Moldoveanu, 2 544 m n. m.)
6. Rumunské Západní Karpaty (Cucurbăta Mare, 1 849 m n. m.)
7. Transylvánská vysočina (nejvyšší vrcholy ojediněle kolem 800 m n. m.)
8. Srbské Karpaty (Šiljak, 1 565 m n. m.); někdy jsou přiřazovány ke Karpatům jižním, jindy do Karpat vůbec nejsou zařazovány.

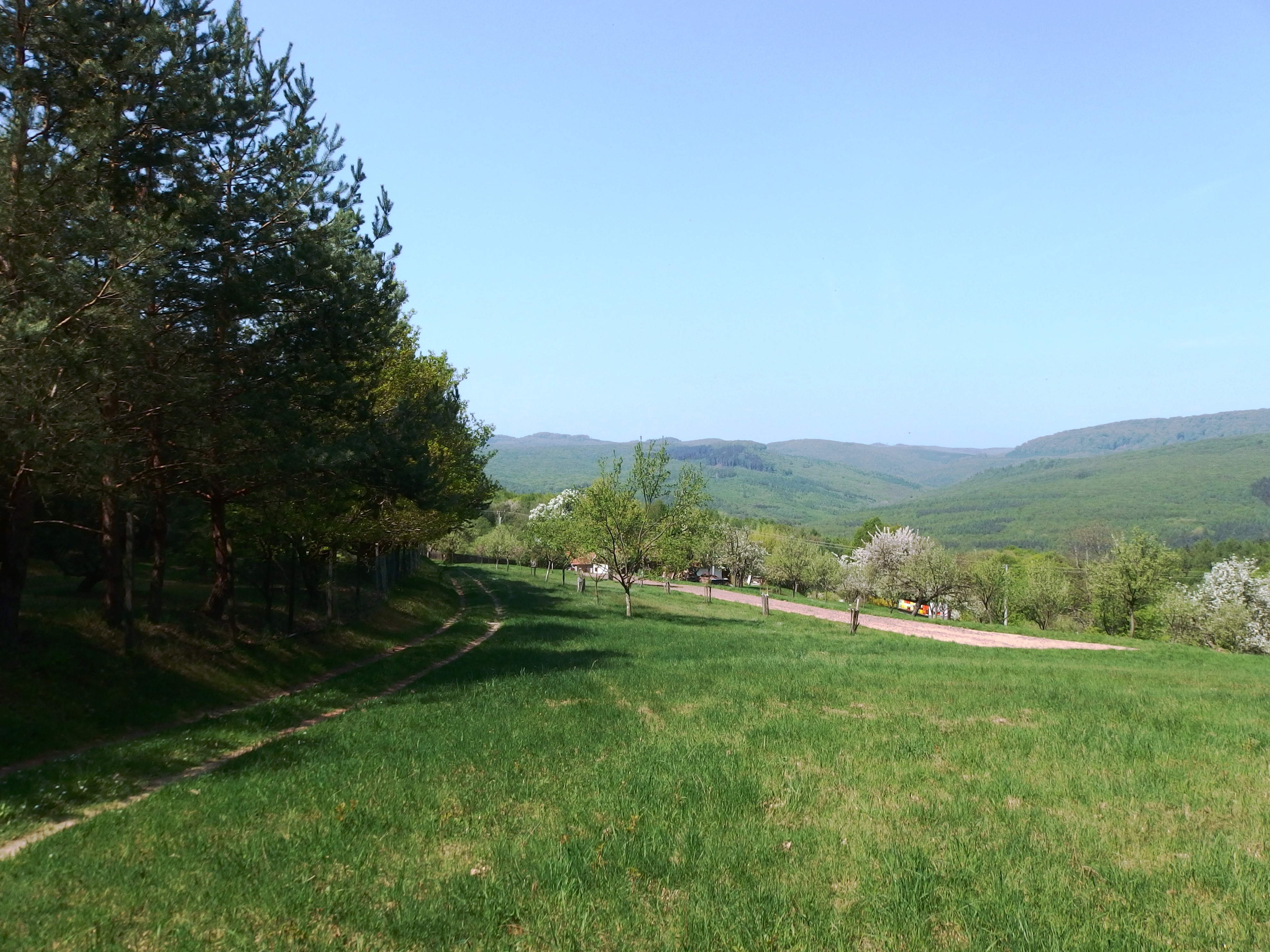
Krajina ve Chřibech

Největší část Karpat, zhruba 55 % jejich rozlohy, se nachází v Rumunsku. Z ostatních zemí připadá na Slovensko 17 %, na Ukrajinu necelých 11 %, na Polsko necelých 10 %, na Maďarsko 3,8 %, na Česko 3,3 % a na Rakousko a Srbsko (v nejužší definici) méně než 0,5 % rozlohy. Vzhledem k nejednoznačnému vymezení v literatuře především u srbských hor je však tyto počty třeba brát jako pouze orientační. V následujících odstavcích je podán výběr některých karpatských pohoří podle jednotlivých států; pro úplný a geomorfologicky uspořádaný přehled viz článek Dělení Karpat.

### Rakouské Karpaty
Do Rakouska zasahuje karpatský systém jen zcela okrajově a pokrývá pouhých 0,5 % země. Severní část patří do Jihomoravských Karpat: leží zde i nejvyšší bod rakouských Karpat kopec Buschberg (491 m n. m.) v oblasti Leiser Berge. Jižní část, Hainburské vrchy, je jižním výběžkem Malých Karpat. Karnuntská brána, jižně od Hainburských vrchů, tvoří hranici mezi Karpaty a Alpami.

### Moravské Karpaty
V Česku pokrývají karpatská pohoří nejvýchodnější část republiky, celkově zhruba 8,5 % země. Nejvyšším vrcholem Karpat v ČR je Lysá hora (1 324 m). Všechna pohoří patří do subprovincie Vnějších Západních Karpat a jejich vymezení v Česku i na Slovensku je ustálené a jednotné.
- Jihomoravské Karpaty včetně Pavlovských vrchů
- Středomoravské Karpaty: Ždánický les, Chřiby, Kyjovská pahorkatina, Litenčická pahorkatina
- Slovensko-moravské Karpaty:
  - Bílé Karpaty
  - Javorníky
  - Vizovická vrchovina
- Západobeskydské podhůří
  - Podbeskydská pahorkatina
  - Pogórze Śląskie
- Západní Beskydy (Západní část Západních Beskyd)

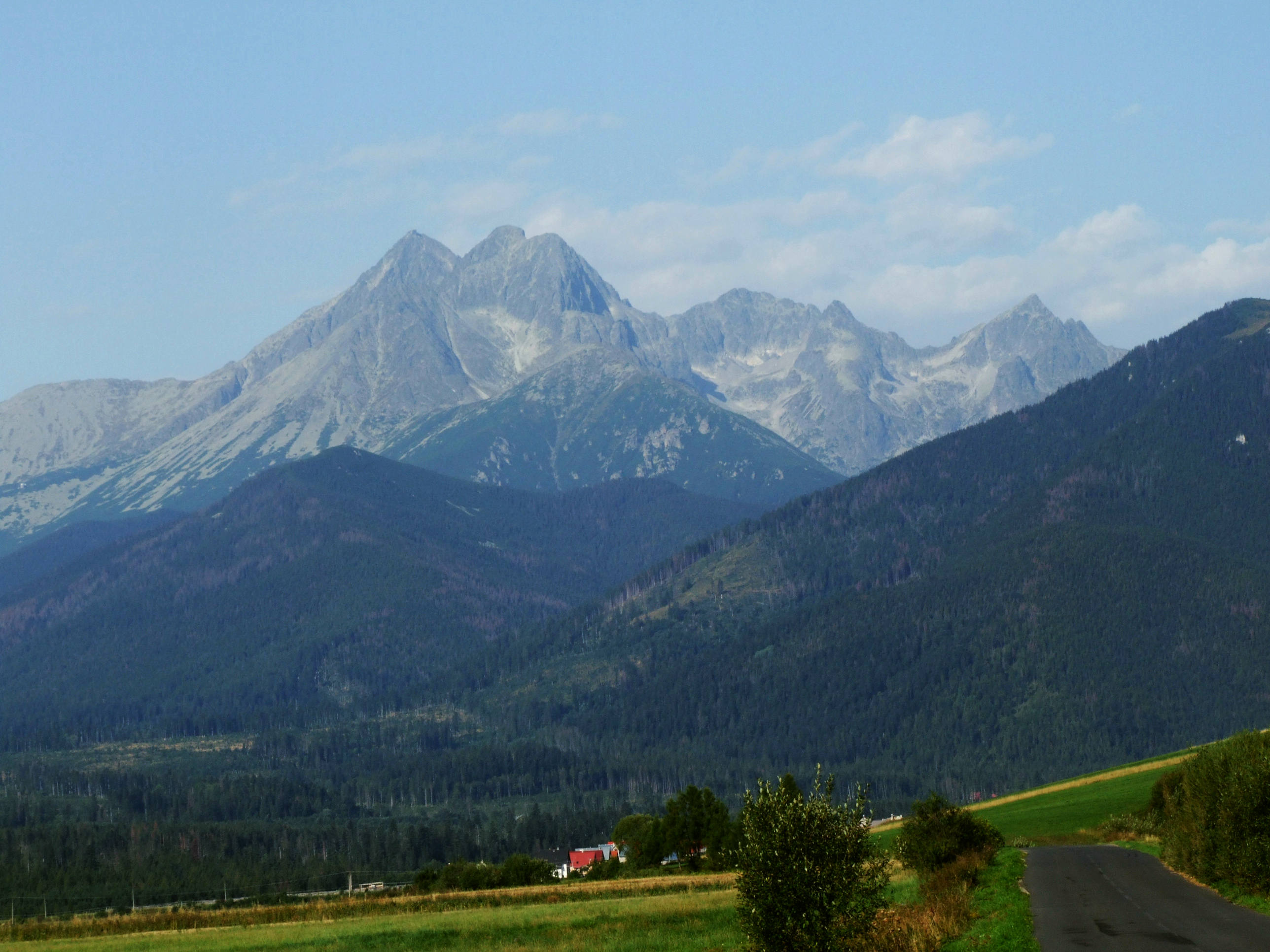
Lomnický štít (2 634 m) ve Vysokých Tatrách, třetí nejvyšší hora Karpat

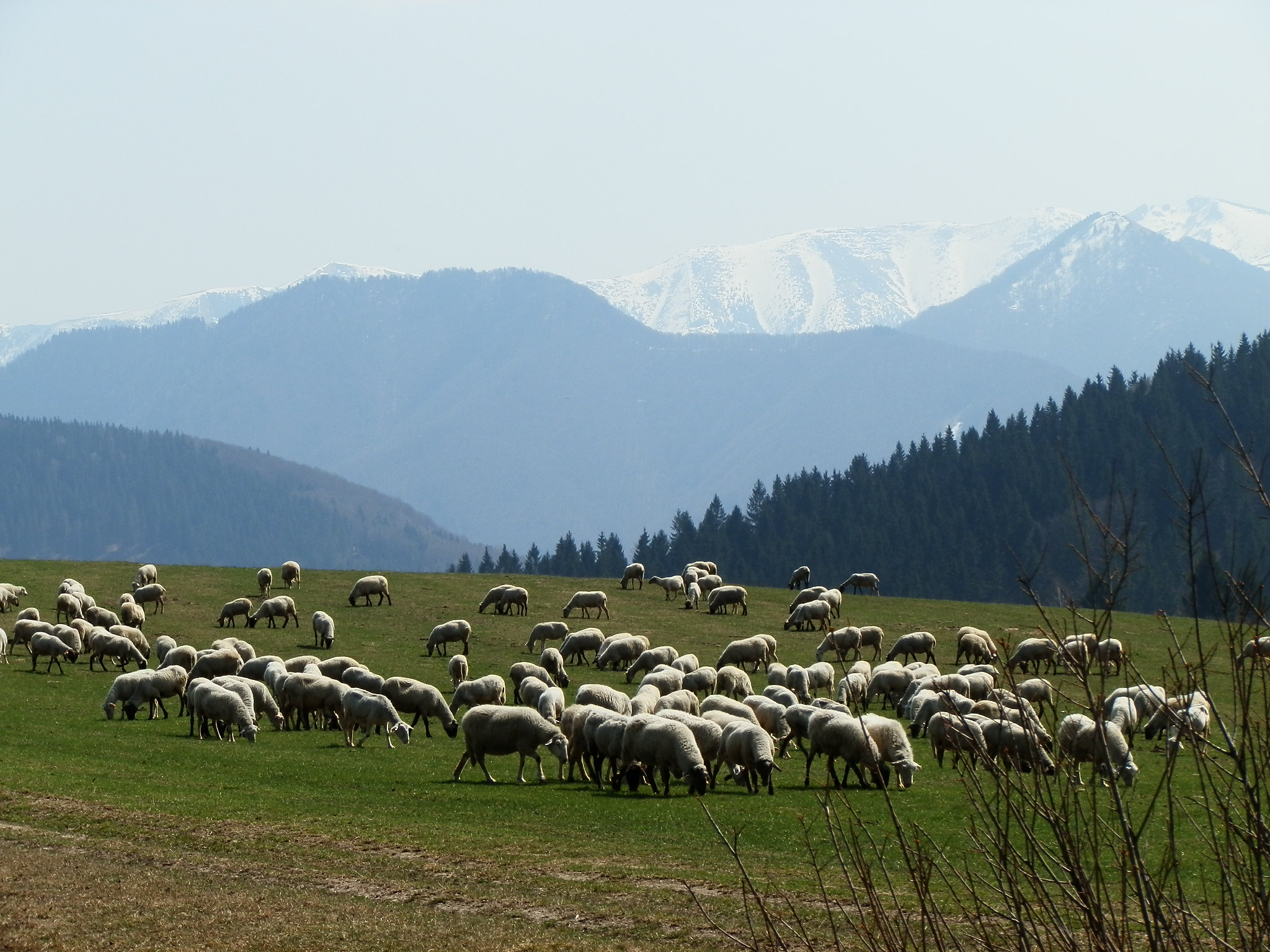
Pastva ovcí na Slovensku

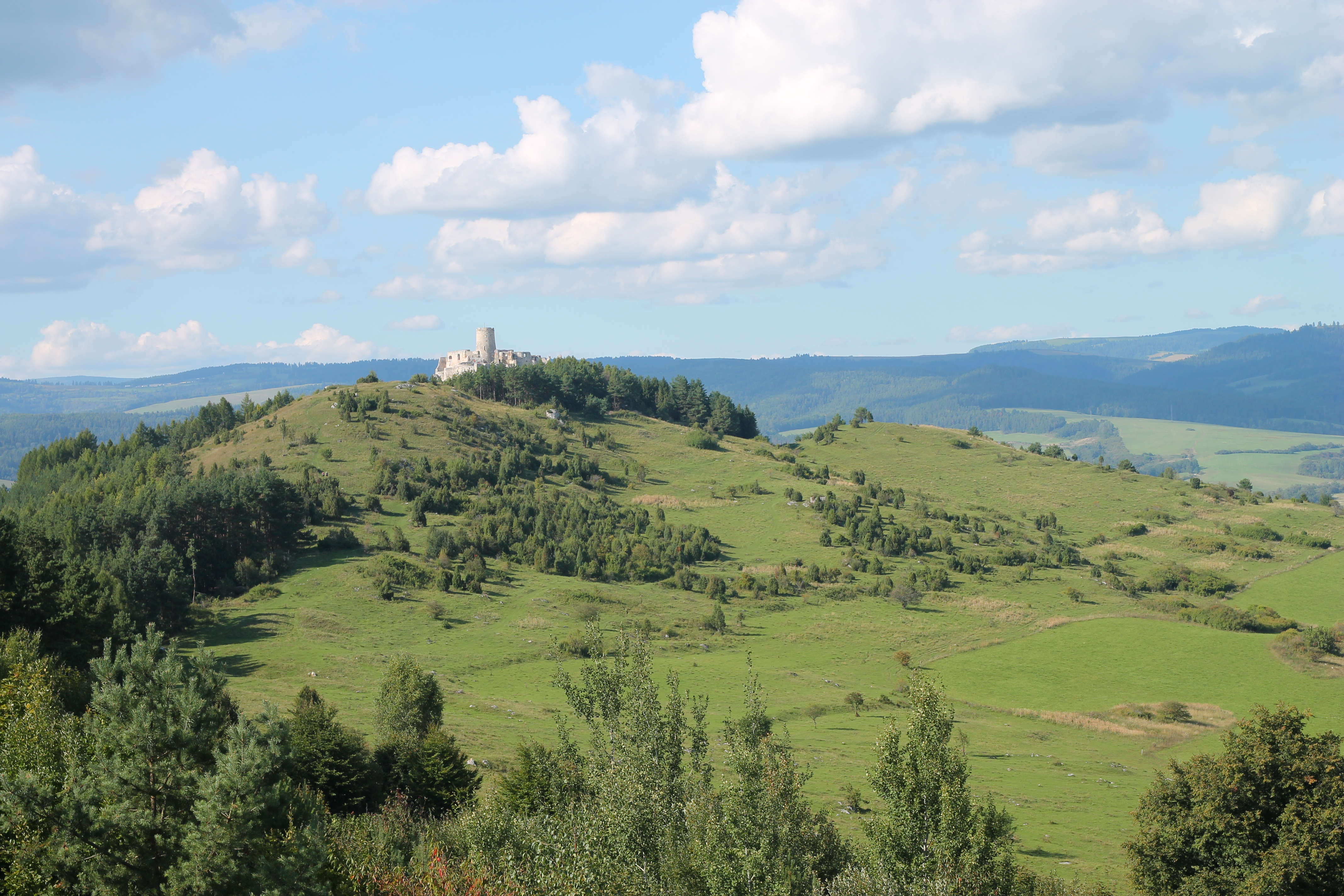
Krajina na Spiši se Spišským hradem

  - Hostýnsko-vsetínská hornatina
  - Moravskoslezské Beskydy
  - Jablunkovská brázda
  - Rožnovská brázda
  - Jablunkovské mezihoří
  - Slezské Beskydy

### Slovenské Karpaty
Na Slovensku Karpaty zaujímají téměř 72 % území, nacházejí se zde také nejvyšší vrcholy celého pohoří. O část svých vrcholů se Slovensko dělí s Polskem, Gerlachovský štít (2 654 m n. m.) je nejvyšším vrcholem Karpat vůbec. Členění do nižších geomorfologických celků je ustálené; pro uspořádání je použito klasické dělení Západních Karpat na Vnější a Vnitřní, v komentáři též modernější Kondrackého dělení.
Vnější Západní Karpaty
- Slovensko-moravské Karpaty
  - Bílé Karpaty (slovensky Biele Karpaty)
  - Javorníky
  - Myjavská pahorkatina
  - Považské podolie
- Západní Beskydy, resp. Západní část Západních Beskyd
  - Hostýnsko-vsetínská hornatina
  - Moravskoslezské Beskydy
  - Turzovská vrchovina
  - Jablunkovské mezihoří
- Střední část Západních Beskyd (též Střední Beskydy)
  - Beskid Żywiecki, Oravské Beskydy, Kysucké Beskydy, Kysucká vrchovina, Oravská Magura, Oravská vrchovina
- Východní část Západních Beskyd (též Východní Beskydy)
  - Ľubovnianská vrchovina, Čergov, Pieniny
- Podhôľno-magurská oblast, např. Levočské vrchy (v novějších pojetích řazena do celku Centrálních Západních Karpat)

Vnitřní Západní Karpaty
- Fatransko-tatranská oblast (v novějších pojetích řazena do Centrálních Západních Karpat), např.:
  - Malé Karpaty, Považský Inovec, Tribeč, Strážovské vrchy, Malá Fatra, Velká Fatra, Súľovské vrchy, Chočské vrchy, Tatry, Nízké Tatry
- Slovenské rudohoří, např. Veporské vrchy, Slovenský kras
- Slovenské středohoří, např.
  - Vtáčnik, Pohronský Inovec, Štiavnické vrchy, Kremnické vrchy, Poľana, Krupinská planina
- Lučensko-košická sníženina
- Matransko-slanská oblast
  - Burda, Cerová vrchovina, Slanské vrchy, Zemplínské vrchy

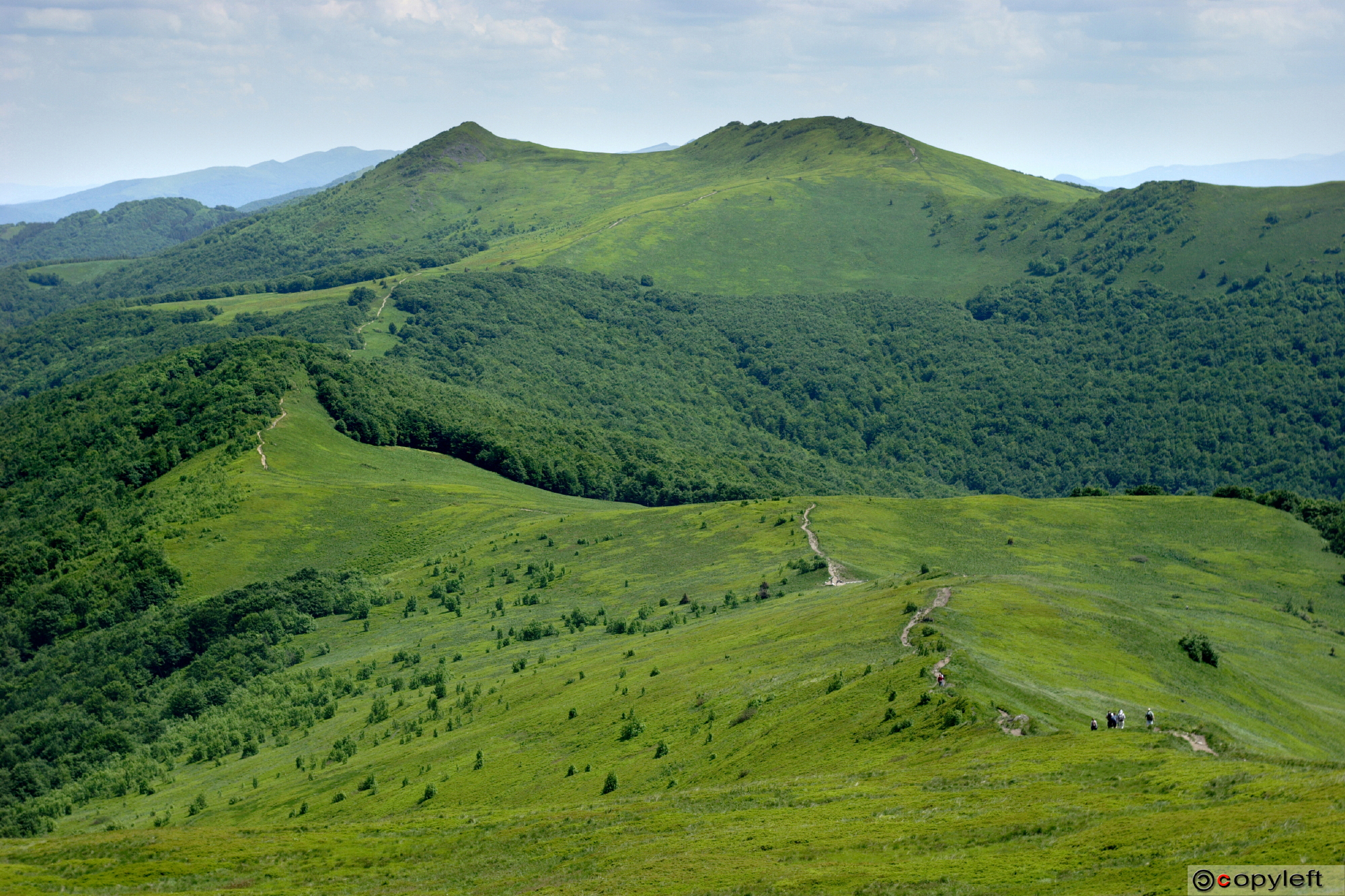
Typická karpatská polonina, východní Polsko

Vnější Východní Karpaty
- Nízké Beskydy
- Poloniny

Vnitřní Východní Karpaty
- Vihorlatsko-gutinská oblast
  - Vihorlatské vrchy

### Polské Karpaty

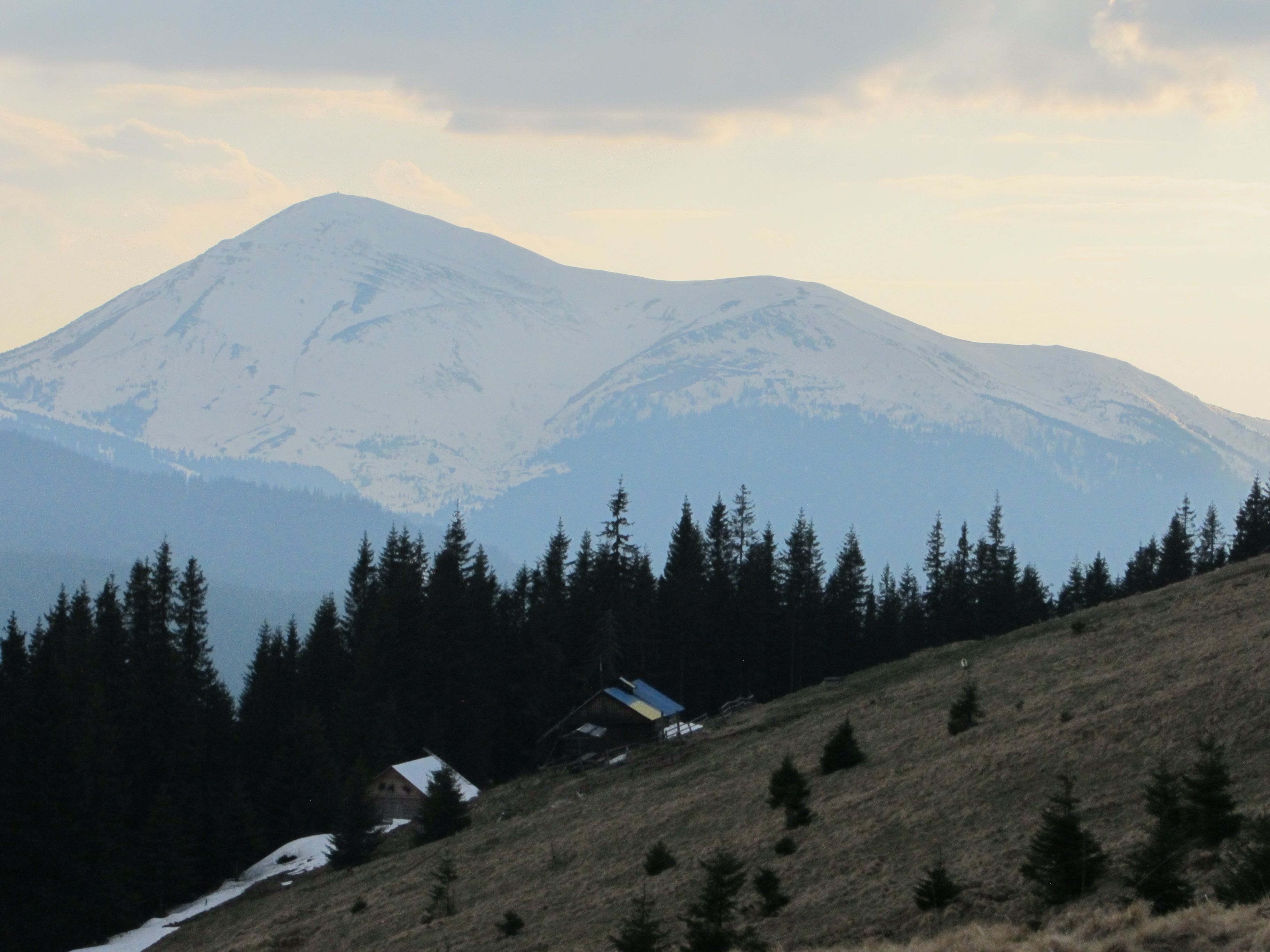
Hoverla (2 061 m) – nejvyšší hora Ukrajiny

Většinu hraničních pohoří na jihu země Polsko sdílí se Slovenskem a Ukrajinou, dále sem zasahuje podhůří vnějších západních i východních Karpat. Nejvyšší horou Polska jsou Rysy (2 500 m) ve Vysokých Tatrách. Celkem pohoří zabírá necelých 6,5 % státu. Použitý přehled odpovídá klasickému dělení Karpat na vnitřní a vnější.
Vnější Západní Karpaty
- Západobeskydské podhůří (Pogórze Zachodniobeskidzkie)
- Západní Beskydy (v širokém smyslu), např.
  - Slezské Beskydy
  - Kotlina Żywiecka
  - Beskid Żywiecki
  - Kysucká vrchovina (Góry Kisuckie)
  - Oravská Magura (Magura Orawska)
  - Malé Beskydy
- Podhôľno-magurská oblast (v novějších geologických pojetích řazena do Centrálních Západních Karpat spolu s následující oblastí)

Vnitřní Západní Karpaty
- Fatransko-tatranská oblast
  - Tatry

Vnější Východní Karpaty
- Pogórze Środkowobeskidzkie
- Nízké Beskydy
- Poloniny
  - Bukovské vrchy (Bieszczady)

### Ukrajinské Karpaty
Na Ukrajině Karpaty zabírají převážně oblast bývalé Podkarpatské Rusi a jižní část Haliče na samém západě země, celkem pouze asi 3,6 % z celkové rozlohy. Některá pohoří sem přesahují ze Slovenska a Polska a odpovídají jejich geomorfologickému začlenění. Nejvyšším vrcholem je Hoverla (2 061 m).
Vnější Východní Karpaty
- Poloniny, např. Bukovské vrchy, Čornohora, Boržava, Krásná, Gorgany, Svidovec

Vnitřní Východní Karpaty
- Vihorlatsko-gutinská oblast
- Maramurešsko-rodenská oblast, např. Maramurešské pohoří (Rachivs'ki hory)

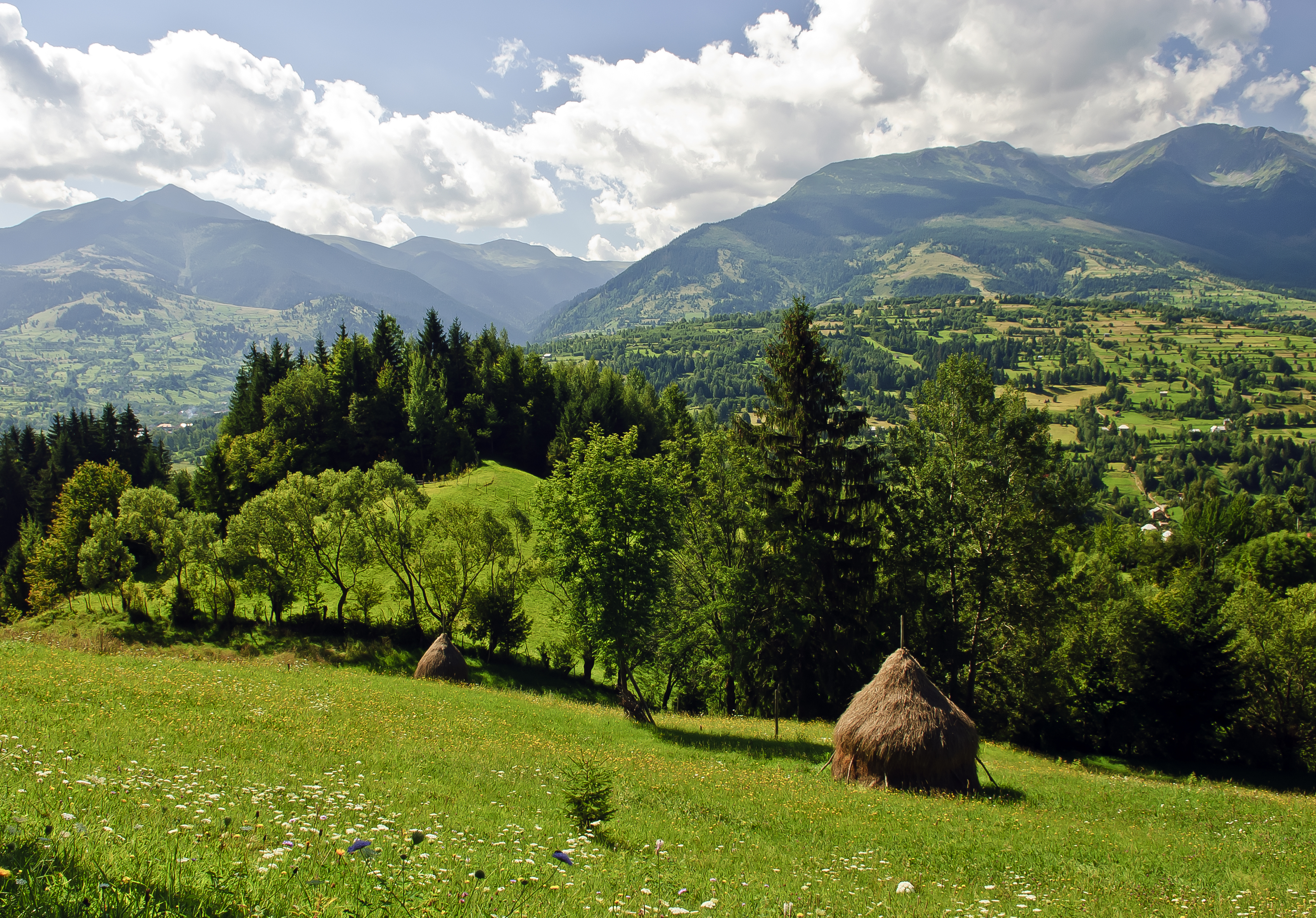
Krajina východních Karpat, pohoří Rodna

### Rumunské Karpaty

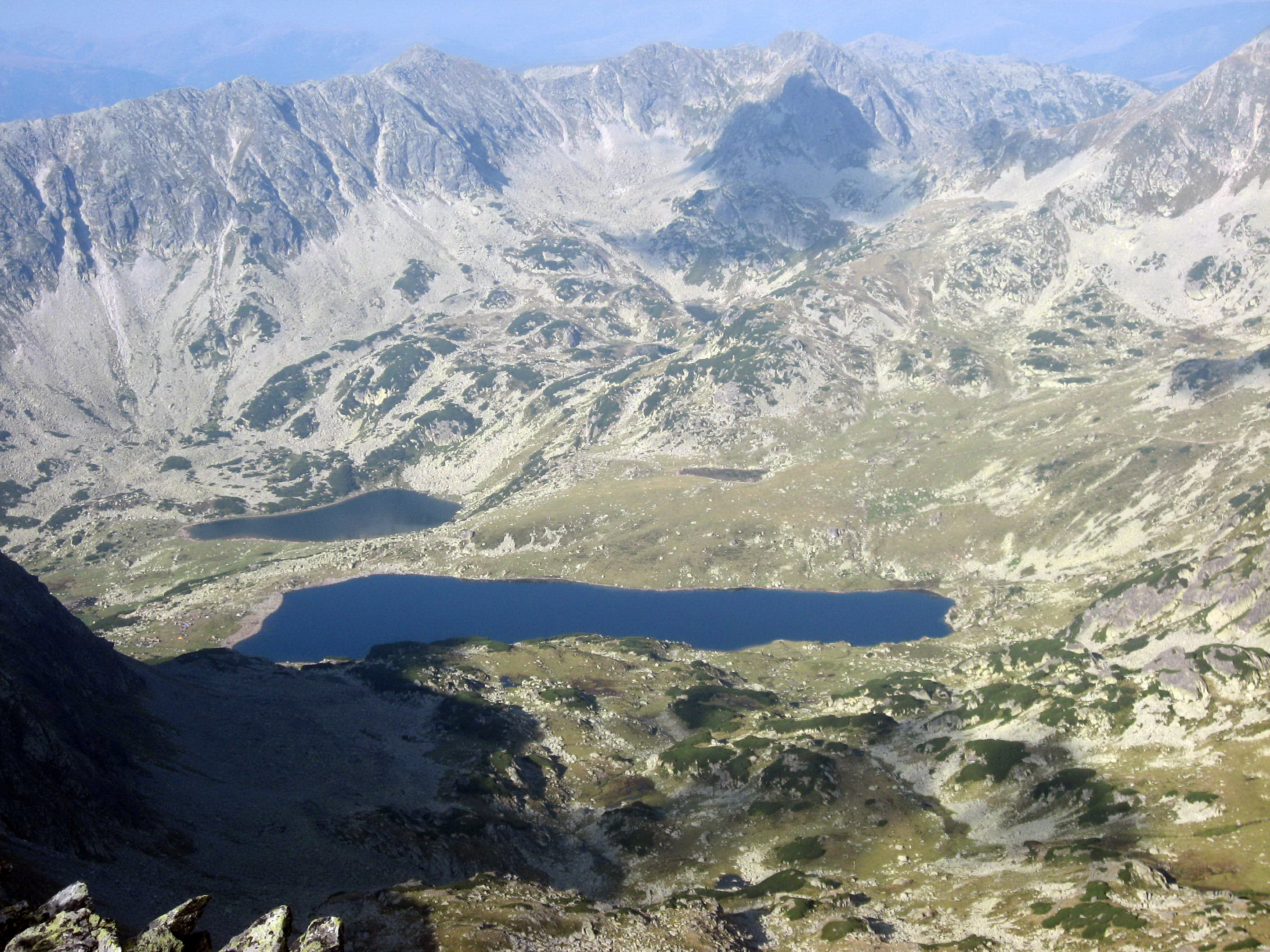
Jezero Bucura v pohoří Retezat, Rumunsko

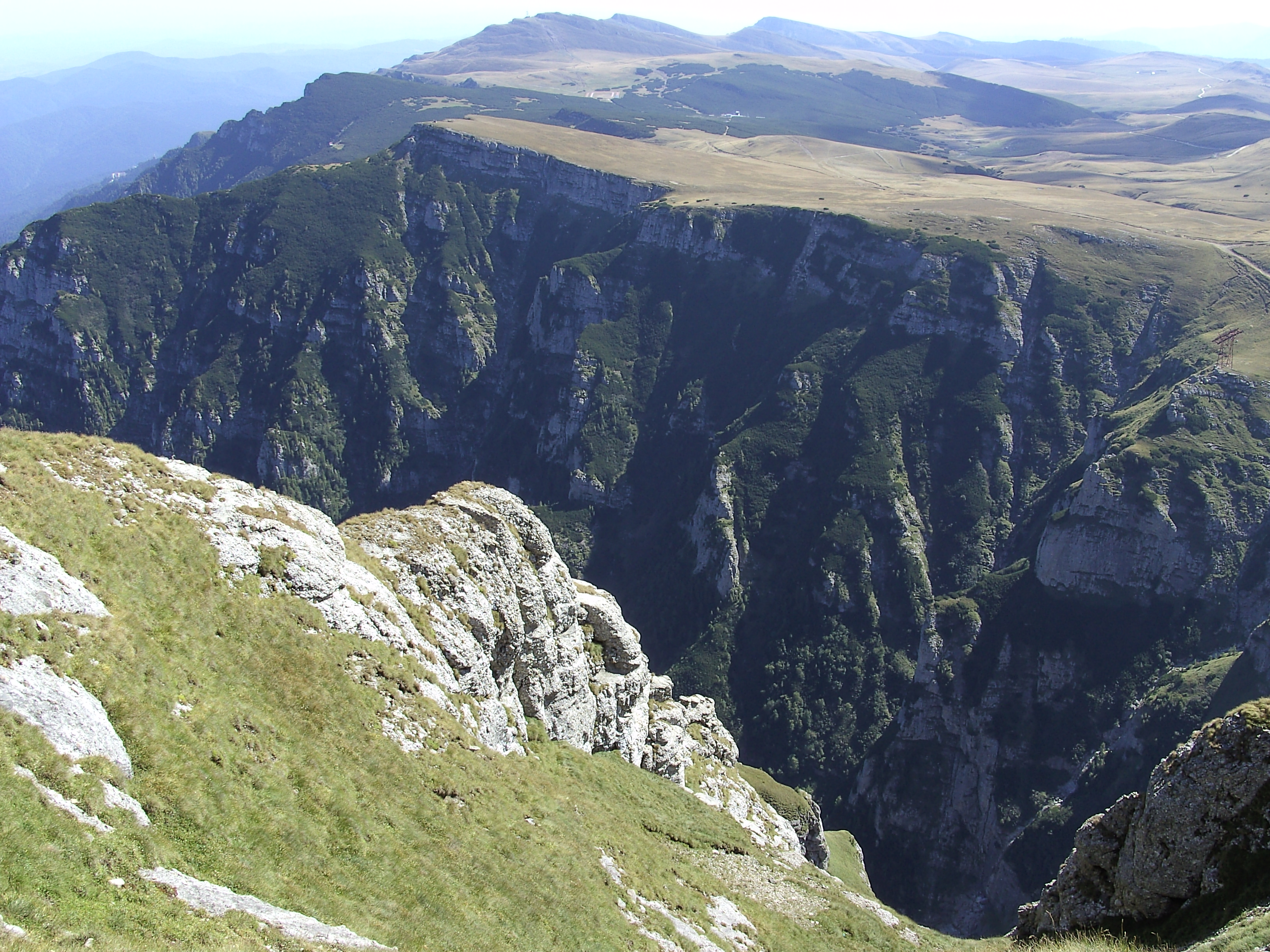
Pohoří Bucegi v Rumunsku

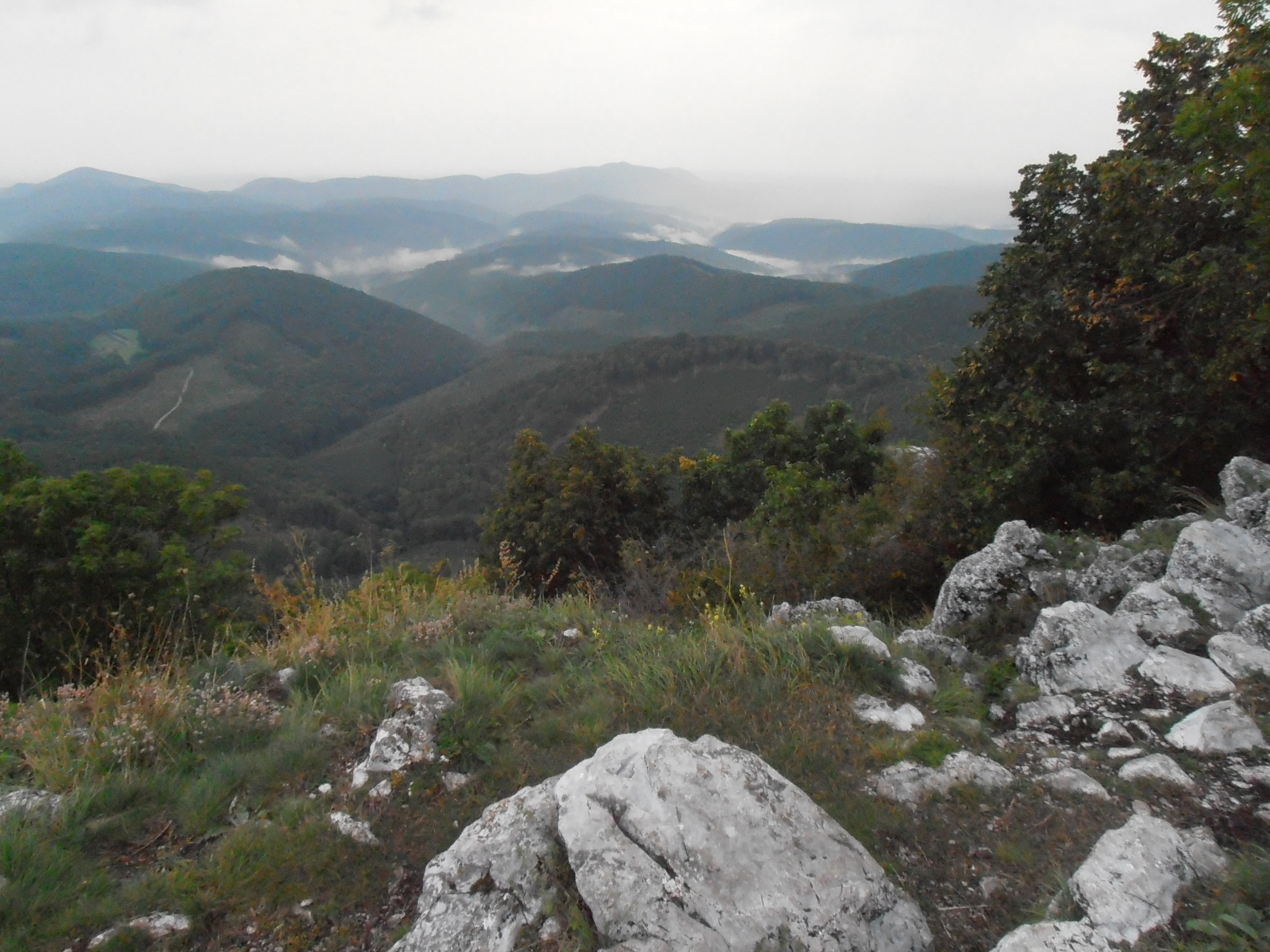
Panorama vápencového pohoří Bükk v Maďarsku

V Rumunsku se nachází většina pohoří, které zabírá zhruba 47,5 % rumunského území. Moldoveanu (2 544 m) je nejvyšší rumunskou horou a zároveň nejvyšším karpatským vrcholem mimo Vysoké Tatry. Dělení Karpat v rumunské literatuře se odlišuje od toho používaného v Česku a na Slovensku: Východní Karpaty jsou zde místo Vnějších a Vnitřních děleny na tři části: severní (Maramurešsko-Bukovinské Karpaty), střední (Moldavsko-Transylvánské Karpaty) a jižní část (Obloukové Karpaty). V následujícím přehledu je zachováno dělení použité v ostatních kapitolách článku.
Vnější Východní Karpaty (též Moldavsko-muntenské), např.:
- Tarcău
- Buzău
- Nemirei
- Vrancea

Vnitřní Východní Karpaty
- Maramureš
- Rodna
- Igniș
- Harghita
- Hășmaș
- Ciucaș
- Ceahlău
- Gurghiu
- Bistrița
- Căliman
- Bărgău
- Țibleș

Jižní Karpaty
- Bucegi
- Piatra Craiului
- Fagaraš
- Iezer Păpușa
- Parâng
- Șureanu
- Semenic
- Godeanu
- Mehedinți
- Vâlcan
- Retezat
- Căpățâni
- Lotru
- Cindrel
- Poiana Ruscă (někdy řazena k následujícímu celku)
- Banátské hory (někdy řazeny k následujícímu celku)

Rumunské západní Karpaty
- Apuseni
- Trascău
- Bihor
- Muntele Mare
- Gilău
- Vlădeasa
- Munții Metaliferi
- Transylvánská vysočina

### Maďarské Karpaty
Všechny hornatiny v maďarských Karpatech leží v Severomaďarském středohoří, což je geomorfologická oblast Vnitřních Západních Karpat na severovýchodě země. Některá maďarská pohoří zasahují též na Slovensko. Nejvyšším vrcholem Maďarska je Kékes (1 014 m n. m.) v pohoří Mátra. Celkem Karpaty zaujímají 8,3 % maďarského území.
- Börzsöny
- Vyšehradské vrchy
- Gödöllő
- Cserhát-hegység (Cerová vrchovina)
- Mátra
- Bukové hory (Bükk)
- Cserehát
- Slanské vrchy (Tokaji-hegység či Zemplényi-hegység)
- Zemplínské vrchy (Zempléni-szigethegység)

### Srbské Karpaty
Názory na průběh hranice srbských Karpat se v literatuře liší (viz výše). V širokém pojetí by jejich nejvyšším vrcholem byl Šiljak v masivu Rtanj s nadmořskou výškou 1 560 m.
- Rtanj planina
- Homolje
- Beljanica

## Geologie

### Geologická stavba

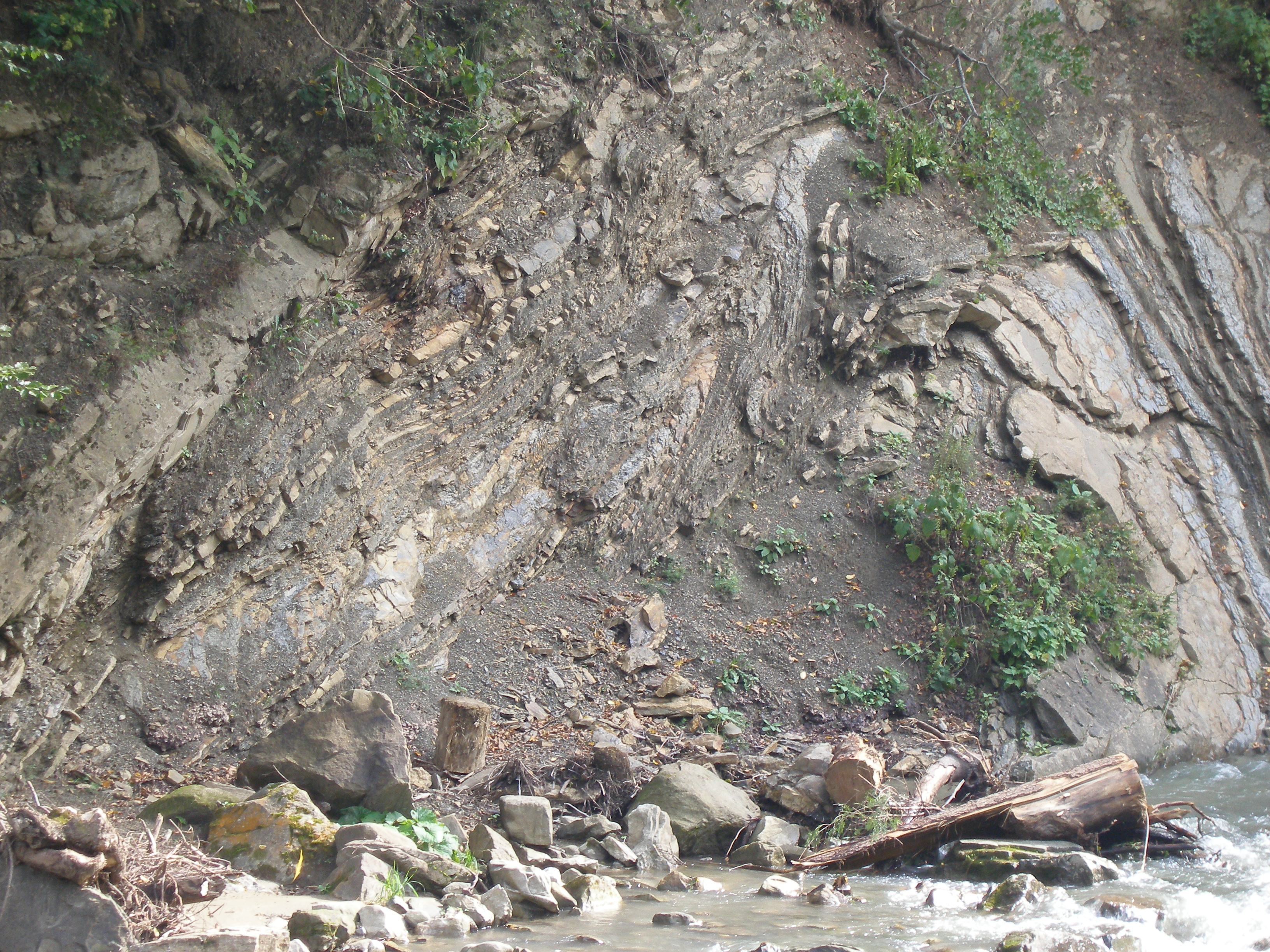
Zvrásněné vrstvy flyšových usazenin, typické pro vnější pásmo Karpat

Karpaty jsou pásemné pohoří s komplexní geologickou strukturou, která navazuje na Alpy. Geologicky je vnější část západních a východních Karpat tvořena širokým pásmem flyšových příkrovů, tvořených paleogenními až křídovými usazeninami jílovců, pískovců a slepenců. V centrálních, jádrových částech Západních Karpat a prakticky v celých Jižních Karpatech převládají staré hlubinné vyvřeliny a metamorfované horniny krystalinika, převážně granity a granitoidy. Na ně pak často i v celých dílčích pohořích, jako jsou Malá a Velká Fatra, Pieniny, Slovenský ráj, Hășmaș, Ceahlău, Piatra Craiului nebo Apuseni, nasedají mladší, druhohorní vápence a dolomity, které jsou mnohde silně zkrasovatělé (například v masivu Bihor). Tyto horniny vystupují na povrch také v Bradlovém pásmu na rozhraní mezi Vnějšími a Vnitřními západními Karpatami. Ve vnitřních oblastech přiléhajících k Panonské a Transylvánské pánvi je pak prstenec vulkanických pohoří složených z povrchových vyvřelin – andezitů, dacitů a čedičů: Mátra, Căliman, Harghita, Vihorlat, Zemplínské vrchy a další, místy se zachovalými postvulkanickými jevy. Transylvánská vysočina je tvořena převážně kenozoickými usazenými horninami.
Vněkarpatské sníženiny (neboli karpatská předhlubeň) jsou pozůstatky někdejších průlivů mezi horskými pásmy Karpat a hercynikem a jako takové jsou vyplněny mořskými sedimenty, následně po vyzvednutí pak sedimenty říčními a eolickou spraší, své uloženiny zanechal na jejich severu též pevninský ledovec. Podobně Panonie je stále poklesávající pozůstatek pevninské desky Tisie překrytý od druhohor nánosy sedimentů. V různých oblastech karpatského oblouku se nalézají ložiska minerálů a nerostných surovin, například ropy, zemního plynu, černého a hnědého uhlí, kovových rud (nejvíce ve Slovenském rudohoří a v pohoří Metaliferi v Apusenách) a kamenné soli, která se těžila mimo jiné v oblasti Maramureše a Solotviny; pozůstatky po těžbě jsou zde solná jezera využívaná v současnosti k léčebným a rekreačním účelům.

### Geologický vývoj

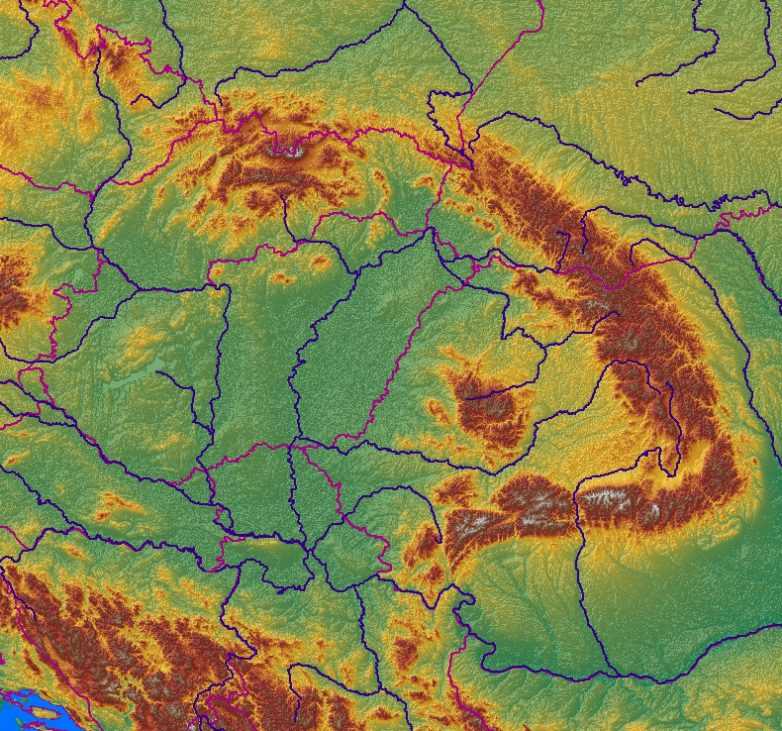
Reliéf pohoří

Vznik karpatského pohoří je výsledkem dlouhodobého procesu alpínského vrásnění, jehož impulzem byla kolize Africké tektonické desky s několika okrajovými krustálními bloky (Apulie, Tisie, Alcapa, moesijská deska, Český masiv) Eurasijské desky. Vrásnění začalo již ve spodní křídě vyzvednutím vnitřních krystalinických útvarů z druhohorního geosynklinálního moře; tím vznikla jádrová pohoří Karpat, po jejichž obvodu pak docházelo k usazování flyšových vrstev. Vrásnění pokračovalo ve starších až mladších třetihorách zvednutím těchto vrstev a vyvrásněním vnějšího pásu pohoří. Navazujícím orografickým projevem bylo probuzení vulkanické činnosti (zhruba před 50 miliony lety), která dala vzniknout pásu vnitřních sopečných pohoří; poslední erupce karpatských vulkánů jsou odhadovány do doby před 40 až 10 tisíci lety. Mezitím docházelo k postupnému uzavírání okrajových pozůstatků starého moře Tethys obklopujících nové pohoří, jeho vysušování a sedimentaci usazenin za vzniku Panonské a Transylvánské pánve. Dotvoření profilu pohoří o glaciální typy reliéfu bylo dokonáno ve čtvrtohorách posunem ledovců během dob ledových; v Karpatech ovšem mělo vliv jenom okrajový vzhledem k jejich celkově malému zalednění pouze v nejvyšších částech. Dále na podobu reliéfu působila erozní síla vody, kdy vyzvednutí starých plošin ve třetihorách dalo vzniknout některým hlubokým údolím řek (průlom Hornádu, průlom Dunajce, Bicazská soutěska), krasovění vápenců a také časté svahové sesuvy zejména ve flyšovém pásmu. Tektonická činnost ovšem trvá i nadále: nejvyšší horská pásma se zdvihají o 4 až 10 milimetrů ročně a některé části jižních a východních Karpat, především oblast Obloukových Karpat (Vrancea), jsou stále tektonicky neklidné v důsledku subdukce desek a čas od času zde dochází k zemětřesením.

## Geomorfologie

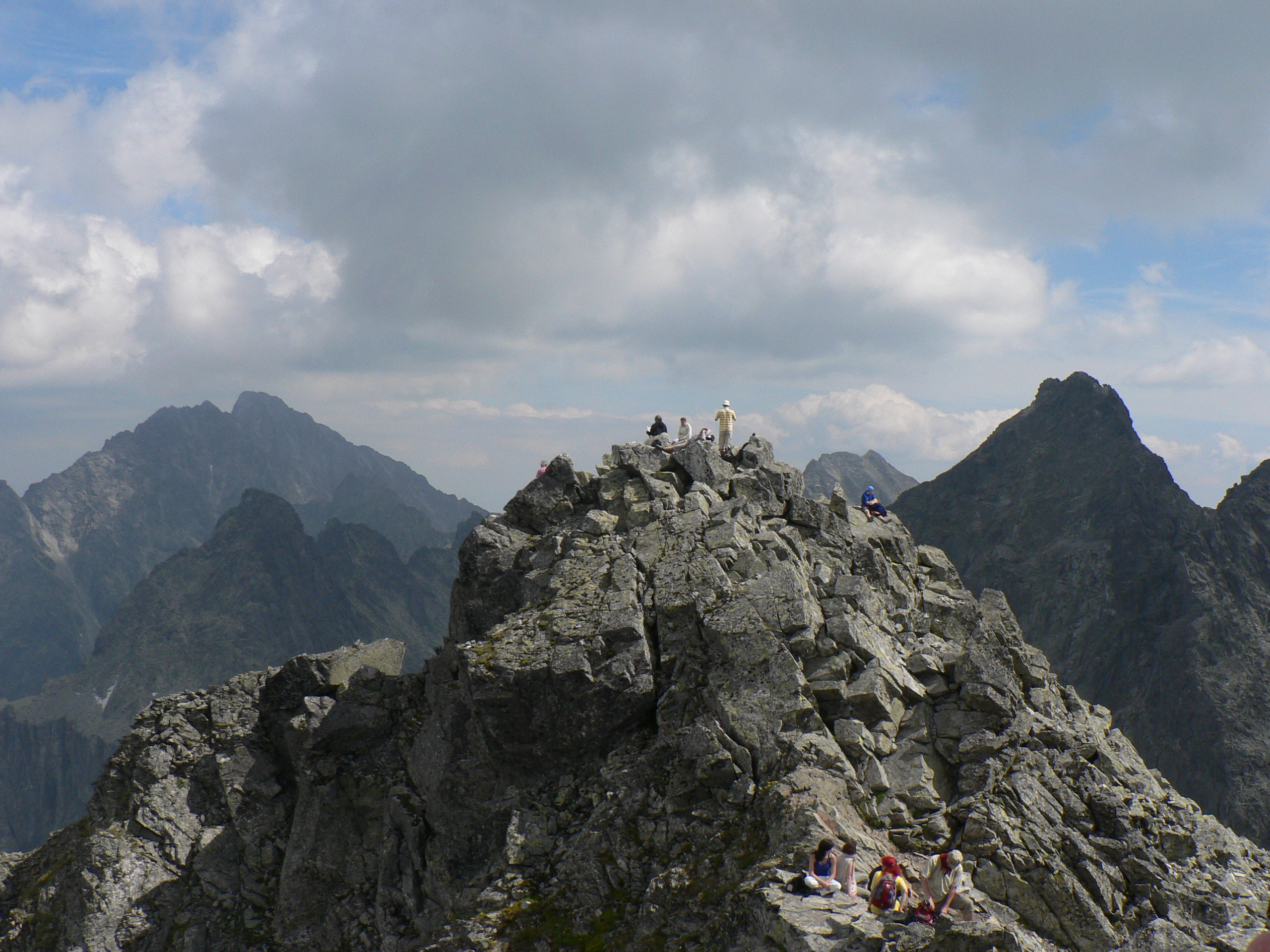
Nejvyšší partie Tater i celých Karpat: vlevo Gerlachovský štít, uprostřed Rysy, vpravo Vysoká

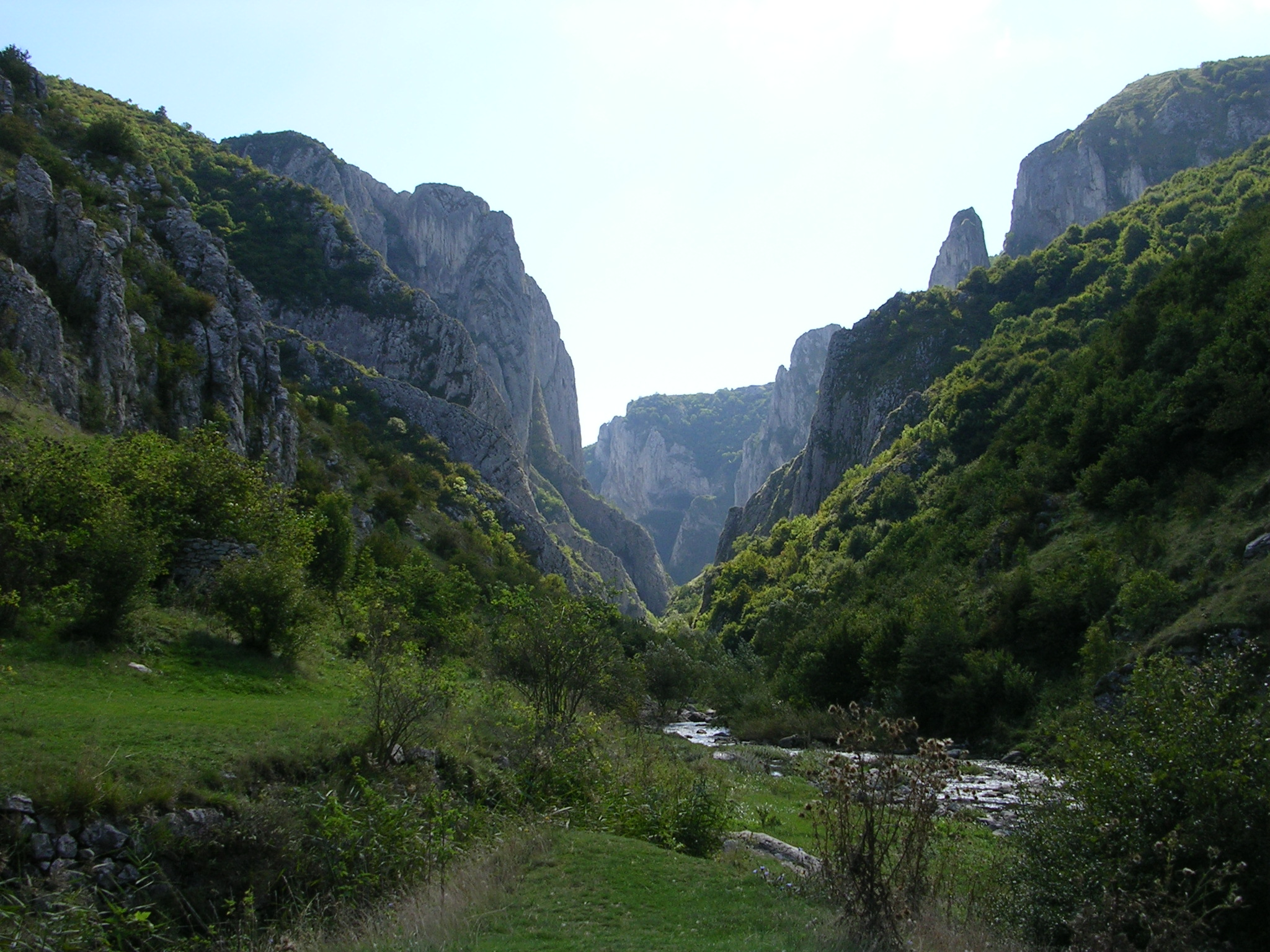
Vápencová soutěska Cheile Turzii v pohoří Apuseni

Oproti jiným alpidským pohořím jsou Karpaty méně kompaktní. To znamená, že zde není žádný souvislý hlavní hřeben, ale horstvo se skládá z většího množství navazujících dílčích pohoří oddělených kotlinami a průsmyky. Reliéf Karpat je zejména strukturní. Patrné je to například ve Vnějších Karpatech, kde paralelní horské hřbety odpovídají antiklinálám či příkrovovým jednotkám. Vnitřní Západní Karpaty a celé Jižní Karpaty mají kernou stavbu, kdy vyvýšené kry tvoří horská pásma a masivy a pokleslé kry tvoří mezihorské pánve, kotliny a brázdy. Strukturní je i uspořádání říční sítě – hojná jsou údolí podélná, probíhající ve směru horských pásem, zatímco příčná údolí jsou obvykle krátká a soutěskovitá; někdy však protínají i celá horská pásma, tak jako průlom Oltu průsmykem Červené věže nebo Železná vrata na Dunaji, se 144 kilometry nejdelší soutěska v Evropě.
Většina pohoří má ráz lesnatých středohor, modelovaný činností řek a svahovými pohyby. V různých nadmořských výškách jsou zachovány zbytky neogenních zarovnaných povrchů, které dokládají období tektonického klidu a zmenšování výškových rozdílů mezi fázemi horotvorných procesů. V Jižních a Západních Karpatech jsou rozlišovány tři úrovně těchto zarovnaných povrchů. Transylvánská vysočina, většina moravských Karpat mimo hlavní hraniční pohoří a slovenské i polské podhůří mají ráz zvlněných pahorkatin a vrchovin.
Vysokohorské oblasti s velehorským reliéfem se vyskytují po celé délce karpatského oblouku, v Západních a Jižních Karpatech a ve střední části Východních Karpat, avšak pouze izolovaně. V těchto velehorských oblastech byl reliéf modelován v období pleistocénu činností ledovců. Zalednění mělo ostrovní charakter a bylo plošně malého rozsahu. Šlo o karové a údolní ledovce, z nichž nejdelší dosahovaly délek necelých 14 km. Pleistocenní sněžná čára byla o něco níže v Západních Karpatech (1600–1700 m) než v Karpatech Jižních (1700–1900 m), typický ledovcový reliéf je vyvinut v pohořích, která významně převyšují tyto nadmořské výšky. V takových pohořích jsou četné ledovcové kary, trogová údolí, morény a četná ledovcová jezera.
V horských masivech, kde geologický podklad tvoří vápence či dolomity, je vyvinut krasový reliéf. Nachází se zde tvary krasu povrchového i podpovrchového. Tvary povrchového krasu (škrapy, závrty, propasti, uvaly, výjimečně polje) jsou nejlépe vyvinuté na plošinách, jako je Slovenský kras nebo Munții Mehedinți. Podpovrchový kras vytváří na řadě míst vydatné zásoby podzemních vod. Nachází se zde i rozsáhlé jeskynní systémy, jako je Peștera Vântului s délkou přes 48 km, nebo Demänovský jeskynní systém s délkou přes 41 km. Ve vyšších nadmořských výškách jsou i ledové jeskyně (Ghețarul de la Scărișoara, Dobšinská ľadová jaskyňa a jiné).

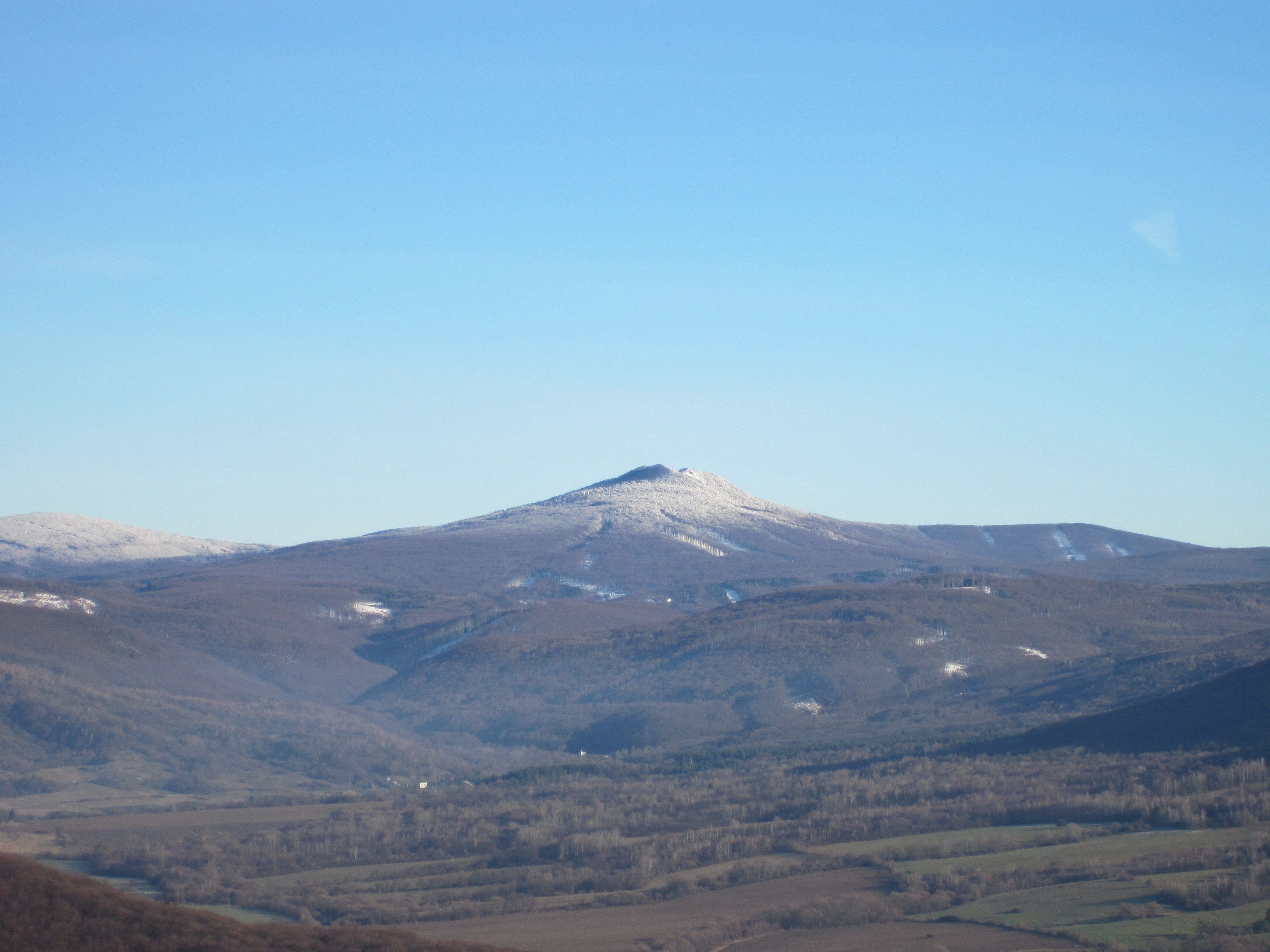
Vrchol Vihorlatu (1 076 m n. m.) je vyhaslým vulkánem

Ve Vnitřních Karpatech je zastoupen i reliéf neovulkanických pohoří. Z charakteristických tvarů takového reliéfu jsou zde zastoupeny například vypreparované sopouchy a žíly, lávové příkrovy, krátery a kaldery. Příkladem může být pohoří Poľana v Západních Karpatech s kalderou o průměru 6 km, pohoří Căliman s kalderou o průměru 10 km nebo pohoří Gurghiu, kde má kráter Saca šířku 14–20 km. V některých pohořích vulkanického původu se vyskytují postvulkanické jevy jako solfatary, mofety s úniky dusivých sirných a uhličitých plynů nebo bahenní sopky (například v Berce), se kterými souvisí i hojný výskyt minerálních vod.
Nejvyšší částí celého pohoří jsou slovenské Vysoké Tatry, v nichž i přes jejich malou rozlohu leží 15 nejvyšších vrcholů včetně nejvyššího Gerlachovského štítu (2 654 m n. m.). Teprve na 16. místě se objevuje jiný než slovenský vrchol, a to Moldoveanu v rumunském masivu Fagaraš (2 544 m n. m.). Třetím nejvyšším pohořím je taktéž rumunský Parâng s horou Parângul Mare (2 519 m n. m.). Výšku 2 500 metrů přesahují ještě pohoří Retezat (Peleaga, 2 509 m n. m.) a Bucegi (Omu, 2 505 m n. m.) a 2 400 metrů masiv Iezer Păpuşa (Roşu, 2 469 m n. m.); všechna zmíněná pohoří patří do Jižních Karpat. Nejvyšším pohořím Východních Karpat je Rodna s vrcholem Pietrosul (2 303 m n. m.). Za nejnižší bod se považuje hladina Dunaje v soutěsce Železná vrata, s nadmořskou výškou 70 m n. m.

## Klimatické poměry

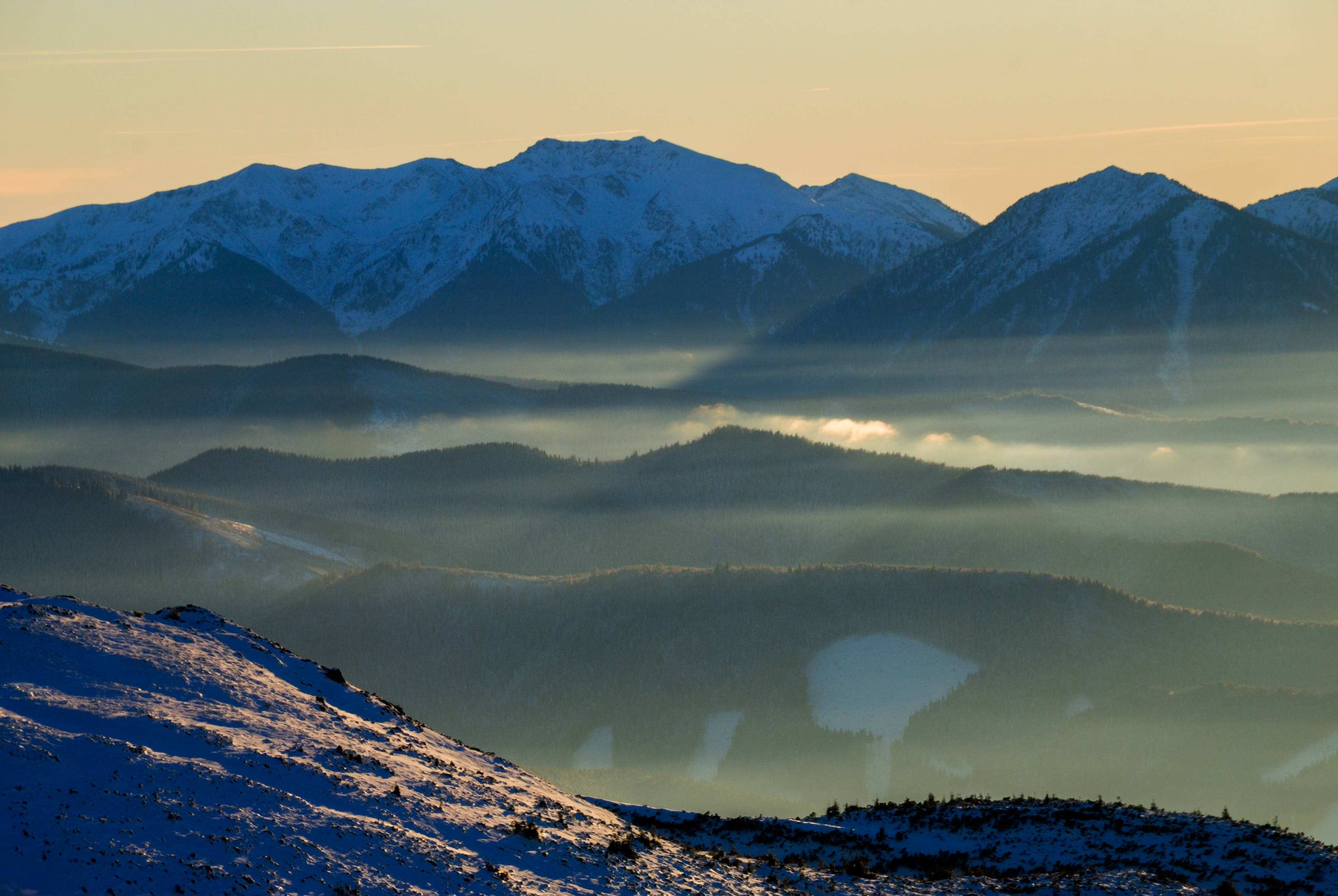
Zimní inverze v ukrajinské Čornohoře

Klima Karpat je převážně typicky středoevropské a mírně kontinentální, přičemž jeho kontinentalita vzrůstá směrem od západu k východu, což se projevuje i na posunu nadmořských výšek u vegetační stupňovitosti. Co do vlhkosti se zde projevuje srážkový stín Alp a Českého masivu, jež leží blíže k oceánu. Nejsušší jsou nejnižší polohy, například celoroční srážkový úhrn v Transylvánské pánvi je pouze 600 mm. Srážkové úhrny stoupají s nadmořskou výškou a také západ pohoří je výrazně vlhčí než jeho východ a jih: v Tatrách mohou srážky přesahovat i 2000 mm ročně, zatímco ve východních a jižních Karpatech se úhrny pohybují mezi 1000–1200 mm. Nejvíce srážek spadne průměrně v červnu, ale ve vyšších polohách jsou srážky během roku rozloženy rovnoměrněji než v nízkých; na jihu působí již vliv submediteránního klimatu se srážkovými maximy na jaře a na podzim a se sušším létem. Průměrné roční teploty pochopitelně klesají s nadmořskou výškou, častým jevem je ale v Karpatech zimní teplotní inverze, kdy chladný vzduch stéká z úbočí do horských údolí a kotlin a způsobuje zde výrazné dlouhotrvající mrazy (až -30 °C), zatímco nasluněné vrcholy jsou teplejší. Ve vyšších polohách je také menší roční výkyv průměrných teplot než v údolích. Nejteplejším měsícem je v nižších polohách červenec, ve vysokých srpen; nejchladnějším pak leden, respektive únor. Sníh leží na závětrných svazích nejvyšších horských štítů nepřetržitě až 10 měsíců, místy se tvoří i dlouhodobě trvající firnová pole.

## Vodstvo

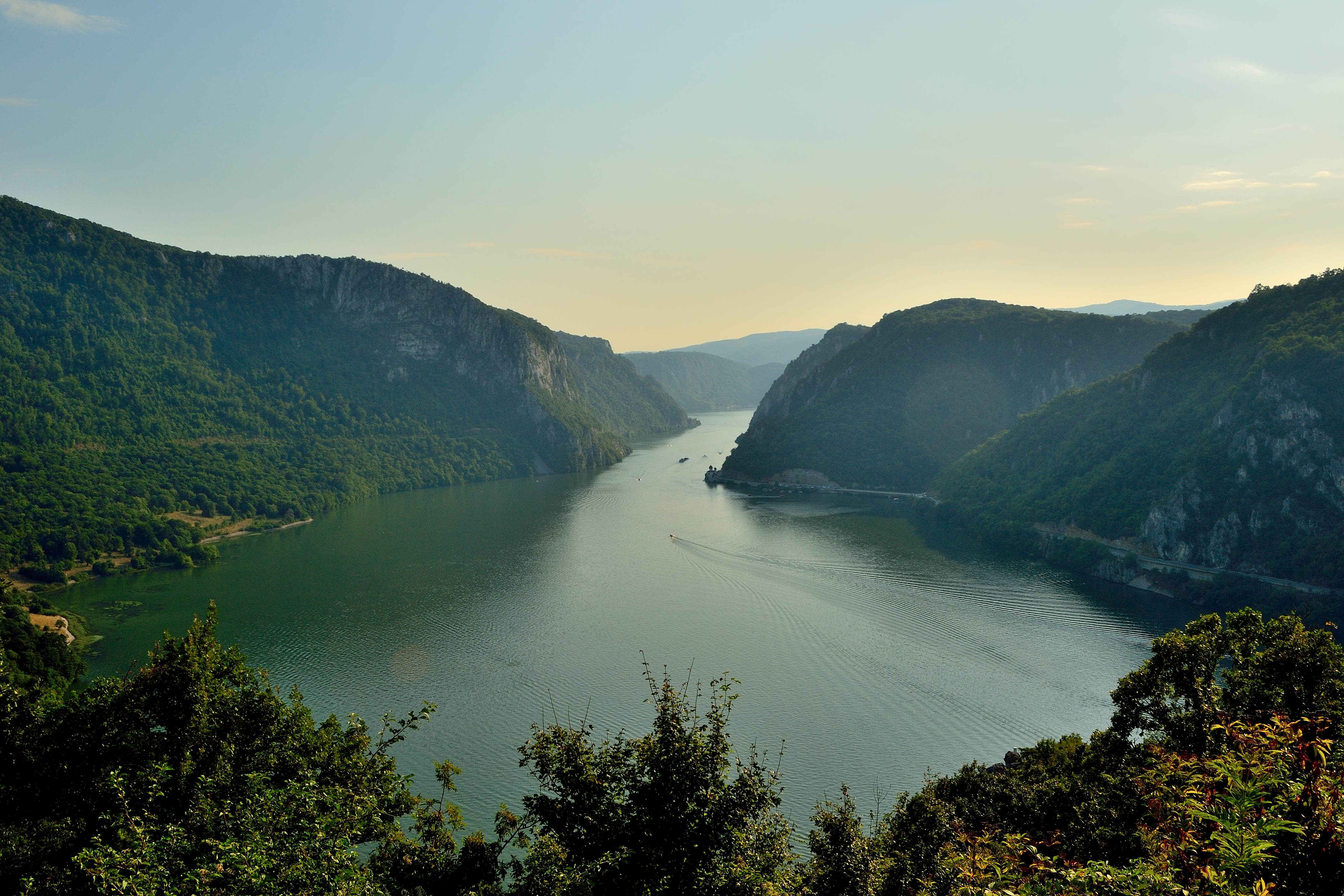
Průlom Dunaje Železnými vraty

Převážná většina Karpat (zhruba 90 %) patří k úmoří Černého moře, kam je odvodňována především množstvím levostranných přítoků Dunaje; k nejvýznamnějším z nich patří Váh, Ipeľ, Tisa, Mureș, Olt, Siret či Prut. Na svazích Východních Karpat pramení řeka Dněstr. Severní část pohoří je odvodňována do Baltského moře Vislou a Sanem a několika přítoky Odry. Horské řeky jsou zpravidla prudké, s velkým spádem a skalnatým dnem, v nižších polohách jsou dosud zachovány divočící řeky s volným modelováním koryta štěrkovými náplavy. Odtokový režim karpatských řek je převážně sněhovo-dešťový, s maximálními průtoky a rozvodňováním na jaře v březnu a dubnu a dále v létě (červen a červenec). Občas bývají záplavy kvůli horším retenčním vlastnostem flyšových půd na okrajích pohoří katastrofické. Největší přehradní nádrž (z přibližně padesáti v Karpatech), Železná vrata, se nachází na rumunsko-srbské hranici, další v údolí Bistrițy v Rumunsku, jedna v údolí řeky Sana v Polsku a přehrada Orava na severním Slovensku.
Přestože je v Karpatech asi 450 jezer, je jejich celková rozloha menší než 4 km². Jezera ve vysokých horách jsou převážně ledovcového původu. Nejvíce ledovcových jezer je v Tatrách a v Jižních Karpatech. Největší je Morskie oko na polské straně Tater s plochou necelých 35 ha; v Jižních Karpatech je největší desetihektarové jezero Bucura v pohoří Retezat. Existují zde též morénová jezera, jako Velké Vihorlatské nebo jezero Roșu, a také jediné sopečné jezero svaté Anny ve vyhaslém kráteru někdejšího vulkánu. Světovým unikátem je slané heliotermické jezero Ursu. Ve vulkanických pohořích vyvěrá několik desítek minerálních a termálních pramenů, často využitých pro lázeňské účely, a dokonce i gejzírů (Herlianský gejzír na úpatí Slánských vrchů).

## Půdy

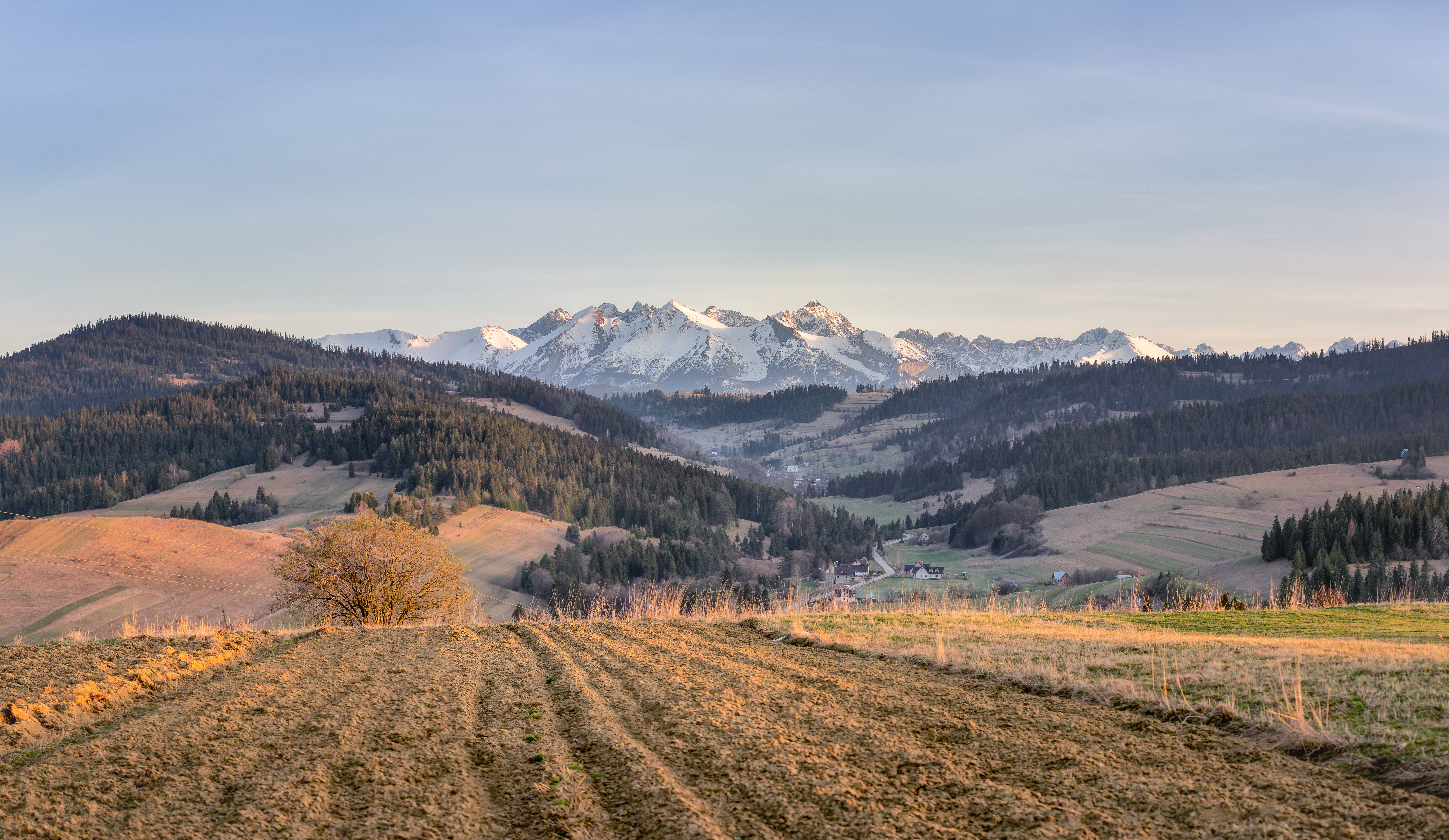
Pohled na Tatry z polské strany

Půdy Karpat se mezi sebou liší v závislosti na geologickém složení půdotvorného substrátu a na klimatických poměrech, potažmo tedy nadmořské výšce. Karpatské půdy vznikají v horských podmínkách s mrazovým zvětráváním a s intenzivními a rychlými svahovými a fluviálními procesy. Typický pro půdy Karpat je tak mělký půdní profil a velký podíl klastů; různorodost stanovišť vede k mozaikovitému půdnímu pokryvu. V alpínském pásmu nad horní hranicí lesa převládají leptosoly, jako jsou litozemě, rankery, na vápencích rendziny. Typické jsou také organosoly v místech akumulace nerozloženého organického materiálu. Při hranici lesa v subalpínském pásmu převládají podzoly. Pod hranicí lesa převládají ve flyšovém pásmu hor ve Vnějších Karpatech nenasycené kambisoly. Kambické rankery nebo nasycené kambisoly zde pokrývají jen malé plochy na flyši v karbonátovém vývoji. Ve Vnitřních Karpatech, stejně jako v Karpatech Jižních, mají půdy značně rozrůzněný geologický podklad. Na nekarbonátových horninách zde převládají kyselé půdy (zejména podzoly, na strmých svazích podzolové rankery), ve vápencových pohořích jsou vyvinuty rendziny, ve vulkanických krom nasycených kambisolů též humózní sopečné andosoly.
Půdy Karpat jsou ohroženy půdní erozí, která je následkem nevhodného zemědělského a lesnického managementu, a také odlesňováním.

## Biologická diverzita

### Vegetační stupně abiotopy

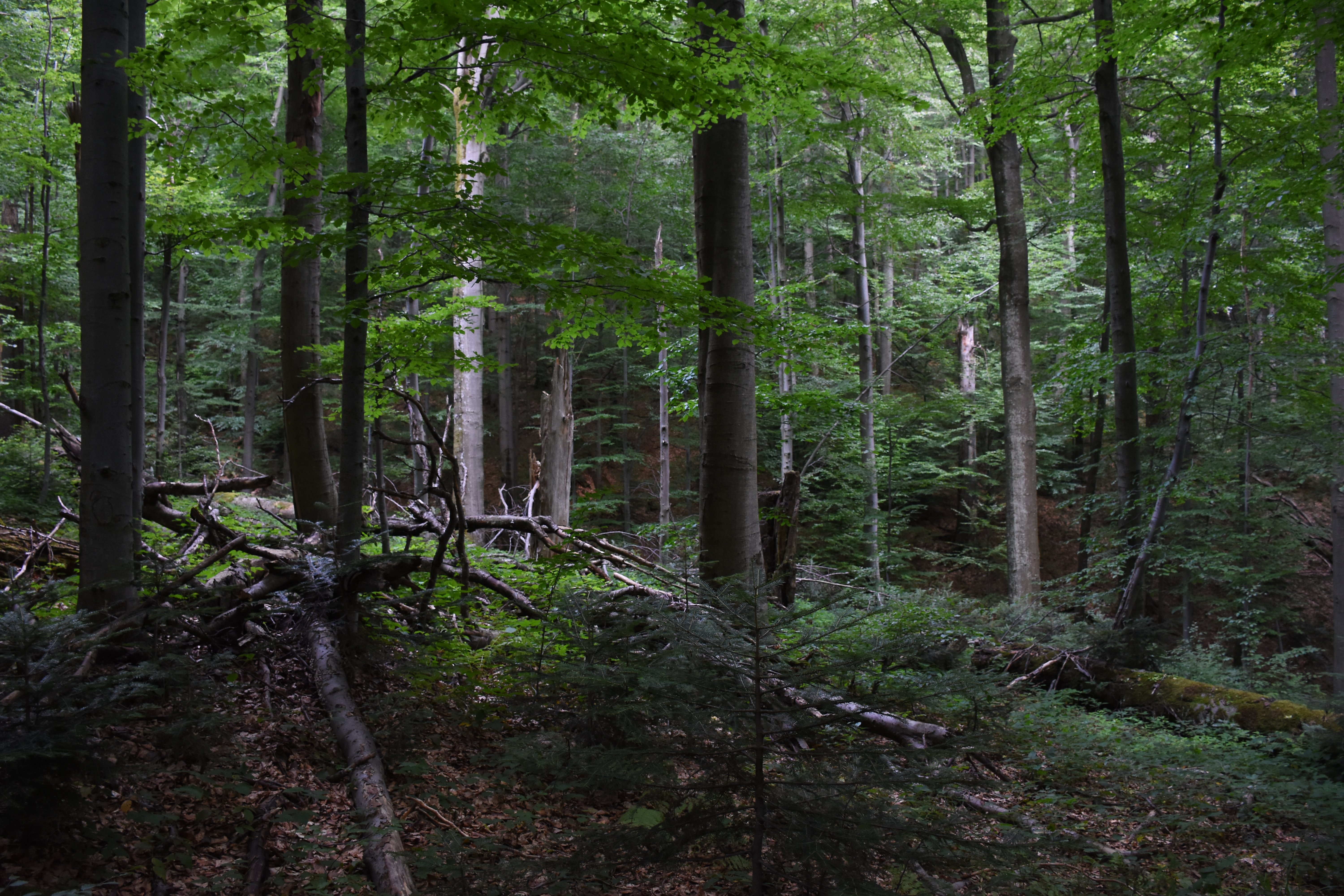
Bukojedlový prales v NPR Stužica na Slovensku

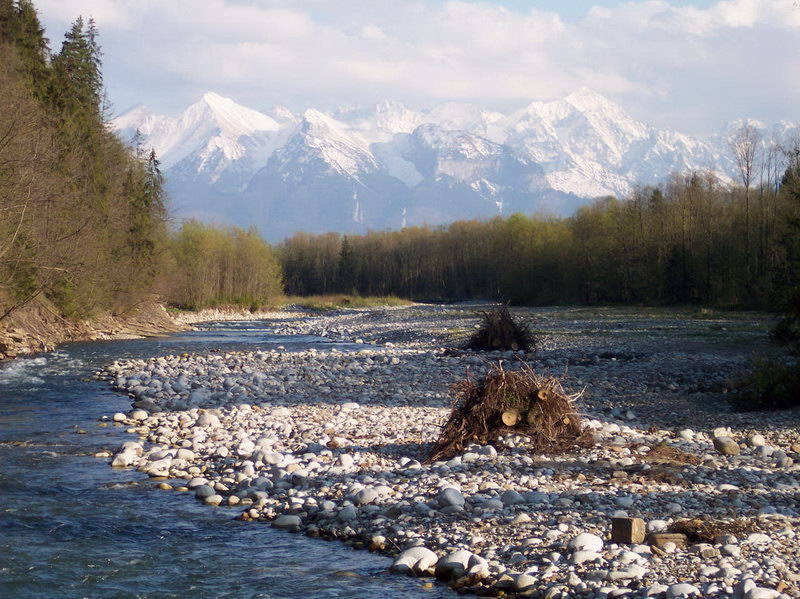
Štěrkonosná řeka Biela voda v jižním Polsku, v pozadí Vysoké Tatry

Biogeograficky patří Karpaty ke středoevropské provincii Holarktické říše; východní svahy tvoří její východní hranici. Jejich vegetační stupňovitost je ovlivněna výše zmíněným klimatickým rozdílem mezi západní a východní částí pohoří; na východě a jihu jsou proto posunuty až o několik set metrů výše. V nízkých pahorkatinách podhůří (do 500, resp. 650 m n. m.) včetně jihomoravských Karpat či Transylvánské vysočiny převládají dubohabřiny a na klimaticky příhodných stanovištích jižních svahů též teplomilné doubravy, suché trávníky a lesostepi s teplomilnými druhy rostlin. Výše jsou pro Karpaty typické rozsáhlé plochy podhorských a horských bučin a jedlobučin, místy doposud pralesovitého charakteru; na západě se rozkládají zhruba mezi 500 a 1100 m n. m., na jihu a východě mezi 650 až 1400. Část z nich byla vyhlášena součástí přírodního dědictví UNESCO jako Původní bukové lesy Karpat a dalších oblastí Evropy. Na ně ve vyšších polohách (1100–1400, resp. 1400–1900) navazují zonální horské smrčiny. Lesy se smrkem a jedlí bělokorou nahrazují bučiny také v kotlinách centrálních částí; smrk byl ovšem lesnicky rozšířen i do dalších vegetačních stupňů, často ve formě monokultury.
Hranice lesa se v Karpatech v průměru nachází ve výškách zhruba 1650–1750 m n. m., směrem na jih a východ stoupá místy až k 2 000 metrům. Na mnoha místech byla uměle snížena tvorbou letních pastvin, tzv. polonin, a to i o stovky metrů; fytocenologicky jsou to převážně smilkové louky, které po opuštění pastvy opět podléhají sukcesi borůvkových křovin a posléze stromů. Lesní hranice je tvořena smrkem ztepilým, jeřábem, místy též modřínem a limbou, v poloninách i bukem. Subalpínský stupeň je tvořen porosty kosodřeviny, břízy karpatské, vrby slezské, v jižních a východních Karpatech též olše zelené, zakrslého jalovce a karpatského pěnišníku. V nejvyšších polohách jsou alpínské louky (na bazických stanovištích druhově bohaté, na kyselých s převládající sítinou trojklanou a na východě s ostřicí zakřivenou) a také sněhová vyležiska. Nivální stupeň, tedy vysokohorská oblast věčného sněhu a ledu, v Karpatech není vyvinut; pouze několik nejvyšších masivů zasahuje do stupně subniválního (Vysoké Tatry nad 2300 m n. m., ojediněle i exponované nejvyšší štíty jižních Karpat).

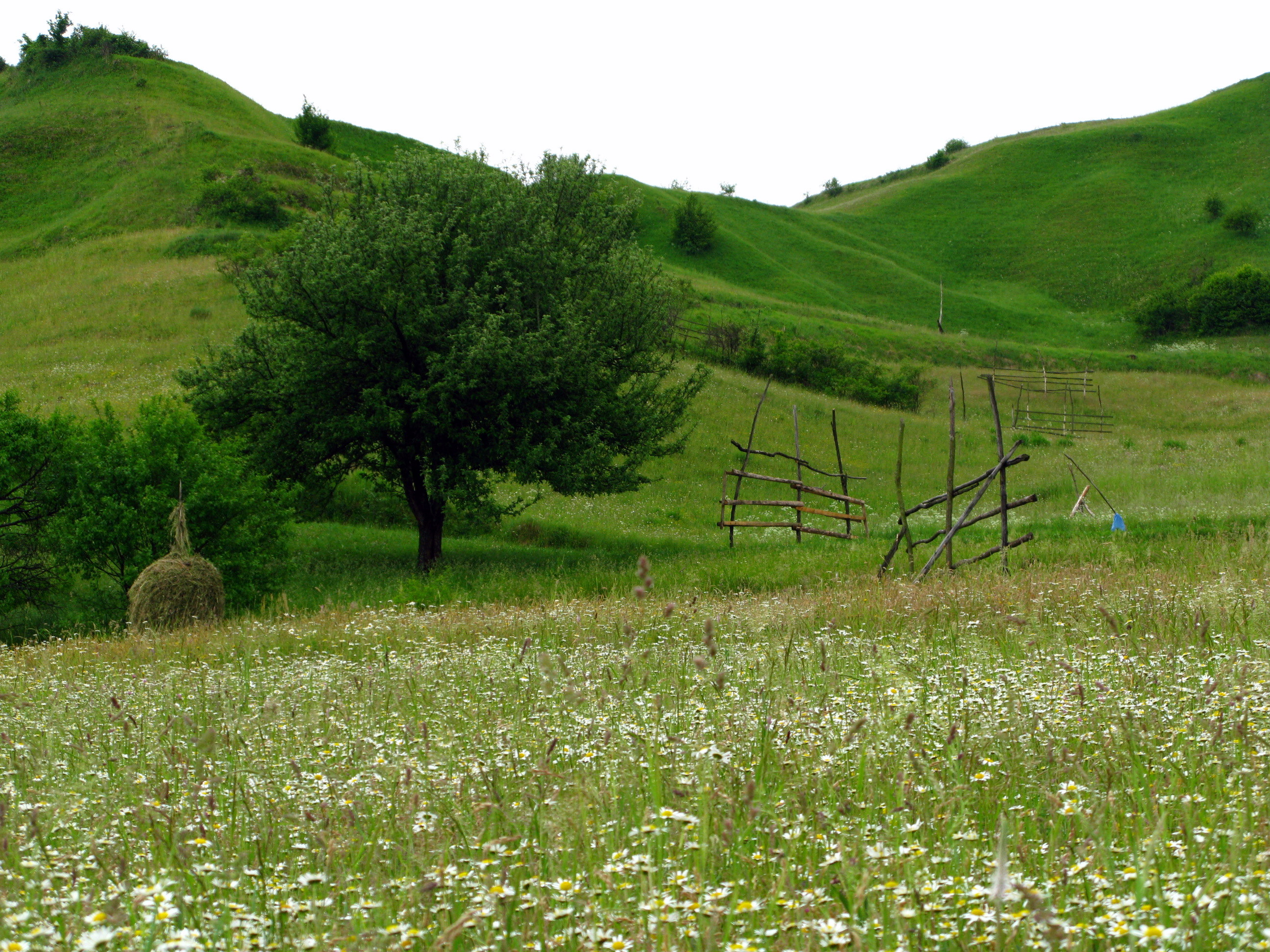
Po staletí obhospodařovávané karpatské louky patří k druhově nejbohatším biotopům na světě (Rumunsko)

Náhradní polopřirozenou vegetací středních a podhorských poloh jsou louky, luční sady a pastviny, a to v široké škále podob od trvaleji zamokřených přes mezofilní až po suché trávníky. Díky dlouhodobému působení tradičních způsobů extenzivního hospodaření (pastva, sečení) a velkým rozlohám jsou často mimořádně druhově bohaté; bělokarpatské louky v ČR s mnoha orchidejemi nebo některé louky v Transylvánii na bazických půdách drží světové rekordy v počtu druhů zaznamenaných na ploše malého a středního rozsahu. Především na flyšových vrstvách jsou častá luční svahová prameniště a slatiniště, v oblastech vývěru minerálních pramenů též s unikátní halofilní vegetací. Pravá vrchoviště se v Karpatech vyskytují méně, například na Oravě. Pestře jsou zastoupena společenstva bazických i kyselých skal a sutí, a to jak bylinná, tak lesní, jako jsou suťové lesy a druhově bohaté reliktní bory na vápencích, obsahující množství endemitů. Velký spád doposud neregulovaných horských řek volně modelujících svá koryta umožňuje též existenci vzácných společenstev štěrkových náplavů.
Jak bylo již zmíněno, během ledových dob byly Karpaty zaledněny pouze maloplošně v několika nejvyšších oblastech; převládající vegetací zde jinak v té době byla chladná lesostep až lesotundra analogická krajinám současné jižní Sibiře, s odolnými jehličnany a na vhodných místech i listnáči, jako duby, buky či jilmy. Pohoří tak mohlo představovat refugium mnoha i mezofilních druhů rostlin, jež se zde zachovaly jako třetihorní relikty, a po odeznění glaciálu také jednu z migračních tras pro šíření zejména horských druhů do nově dostupných oblastí Evropy.

### Flóra

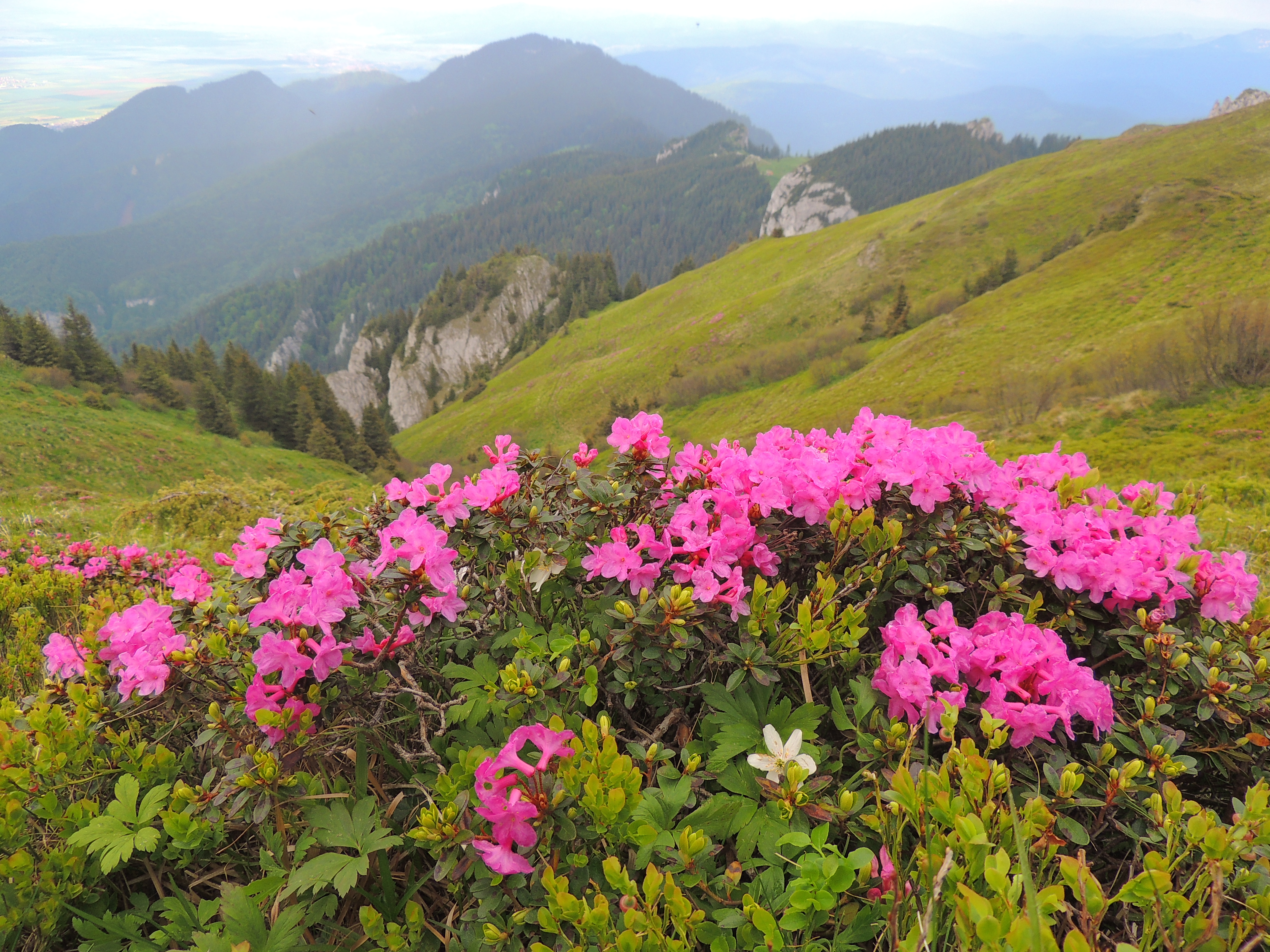
Pěnišník karpatský v subalpínském stupni hor

Pohoří patří k floristicky nejvýznačnějším a na endemity a relikty (včetně paleoendemitů a třetihorních reliktů) nejbohatším oblastem Evropy, byť jeho flóra je o něco méně výrazná než v sousedních Alpách. Důvodem tohoto bohatství jsou pestré fytogeografické podmínky, členitý reliéf geologicky mladého pohoří i zastoupení kyselého silikátového i bazického vápencového a vulkanického podloží. Mnoho prvků mají společných s Alpami, především východními, ale též s Pyrenejemi, nebo naopak s jižními pohořími Balkánu. Fytogeograficky od jihu do nejteplejších oblastí zasahuje element teplomilné submediteránní květeny, od východu a z panonské kotliny vliv ponticko-panonský s druhy kontinentálních stepí, který dosahuje krom Transylvánie až na jižní Moravu. Boreální eurosibiřská flóra se v Karpatech objevuje v horských smrčinách a rašeliništích a konečně k alpsko-karpatskému floroelementu patří horské a vysokohorské rostliny jako prvosenka medvědí ouško (Primula auricula), prvosenka nejmenší (P. minima), hořec tečkovaný (Gentiana punctata) a Clusiův (G. clusii) nebo ostřice pevná (Carex firma), jež jsou z větší části glaciálními relikty.

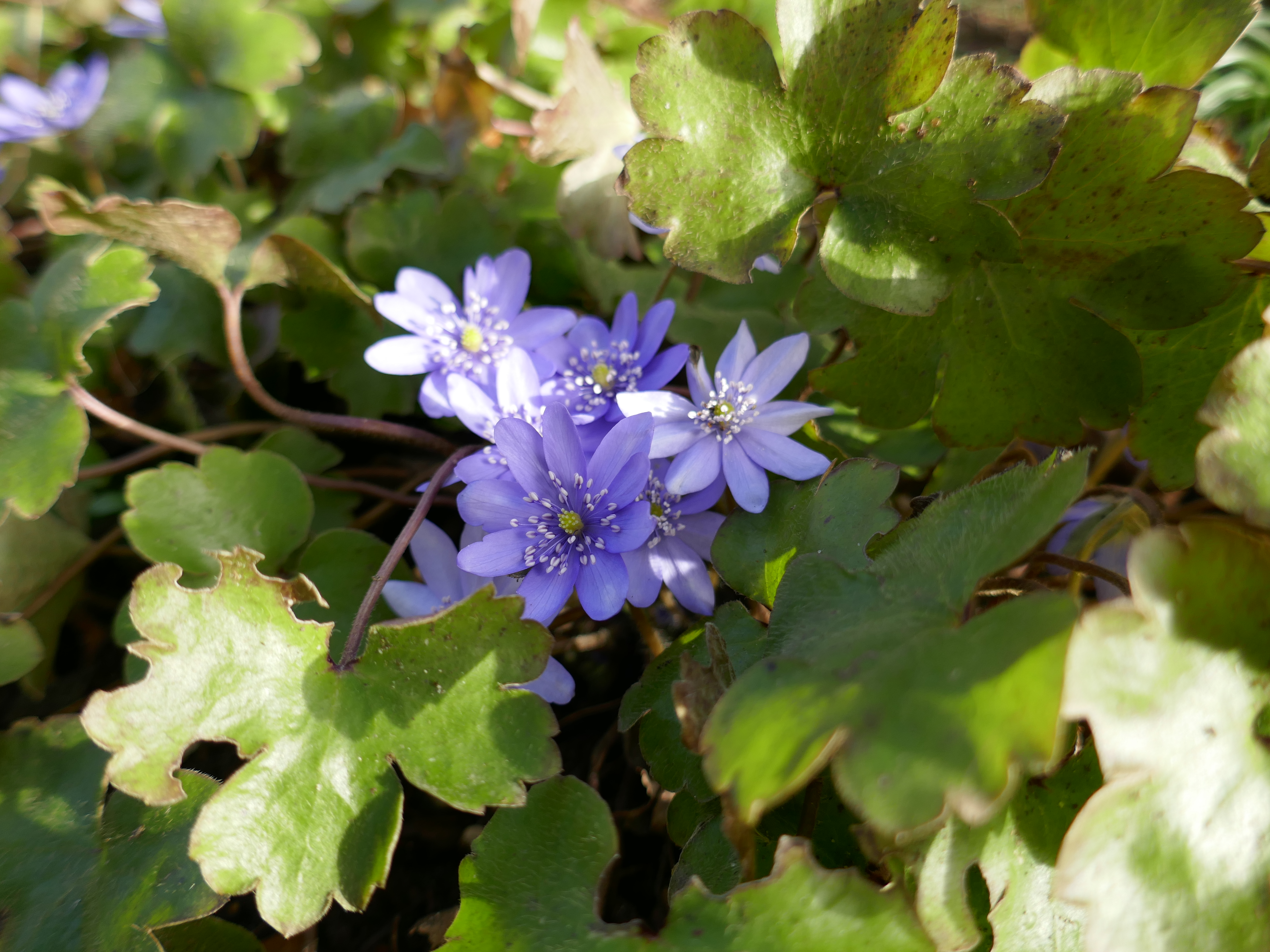
Jaterník sedmihradský roste převážně v bukových lesích

Flóra samotných Karpat obsahuje na 3900 původních druhů, z čehož je 250 (resp. 420 včetně apomiktů) endemických druhů. Jen málo z nich je přitom rozšířeno po celé délce karpatského oblouku: k takovým endemitům či subendemitům patří například zvonek karpatský (Campanula carpatica), kyčelnice žláznatá (Dentaria glandulosa), ladoňka karpatská (Scilla kladnii) nebo kostival srdčitý (Symphytum cordatum). Mezi Západními a Východními Karpatami probíhá výrazná fytogeografická hranice. Endemity Západních Karpat jsou koniklec slovenský (Pulsatilla slavica), rostoucí v reliktních borech na vápencových svazích, lýkovec slovenský (Daphne arbuscula) z Muráňské planiny, lomikámen tatranský (Saxifraga wahlenbergii), stračka karpatská (Delphinium oxysepalum), hvozdík lesklý (Dianthus nitidus), dřípatka karpatská (Soldanella carpatica) či oměj tuhý moravský (Aconitum firmum subsp. moravicum). Pouze ve Východních a Jižních Karpatech roste šafrán karpatský (Crocus heuffelianus), šeřík karpatský (Syringa josikaea), jaterník sedmihradský (Hepatica transsilvanica), pryskyřník karpatský (Ranunculus carpaticus), pěnišník karpatský (Rhododendron myrtifolium) nebo žlutě kvetoucí mák Papaver corona-sancti-stephani.

### Fauna

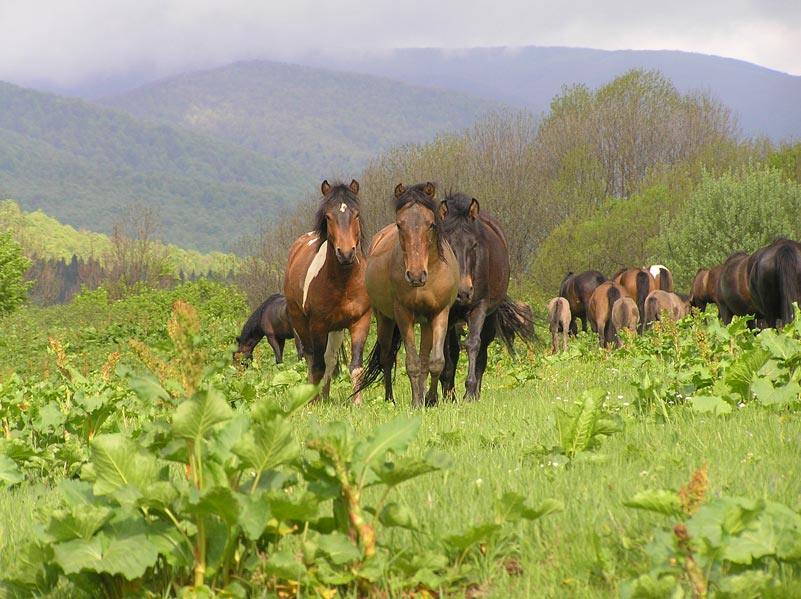
Volně se pasoucí huculští koně – plemeno pocházející z východních Karpat

V oblasti fauny patří Karpaty se svým množstvím odlehlých ploch s malým zalidněním a nenarušenou přírodou k nejcennějším prostorům Evropy. Přežívá zde dosud například množství velkých šelem (více než třetina všech evropských populací), jako jsou medvěd hnědý (Ursus arctos, okolo 8 000 kusů), vlk obecný (Canis lupus, přes 4 000 kusů), rys ostrovid (Lynx lynx, 3 000 kusů), dále též kočka divoká (Felis silvestris silvestris) nebo vydra říční (Lutra lutra). Pro velké šelmy jsou karpatské hory nejenom životním prostorem, ale také nejdůležitějším evropským migračním koridorem. K dalším významným savcům patří například kamzík horský tatranský (Rupicapra rupicapra subsp. tatrica), jelen karpatský (Cervus elaphus var. carpathica), svišť horský s jedním endemickým poddruhem (Marmota marmota latirostris) v Tatrách či několik reintrodukovaných populací zubra evropského (Bison bonasus); k drobnějším endemitům patří hlodavec hrabošík tatranský (Pitymys tatricus) z vysokohorských tatranských luk. V poloninách lze místy narazit i na stáda polodivokých huculských koní.
Hory jsou bohaté také na zástupce ptactva, jehož zde žije na 300 druhů. Vysoké horské polohy jsou hnízdištěm orla skalního (Aquila heliaca, téměř polovina evropské populace) a orla křiklavého (Aquila promarina), v hlubokých lesích žije tetřev hlušec (Tetrao urogallus), strakapoud bělohřbetý (Dendrocopos leucotos) či puštík bělavý (Strix uralensis, pětina evropské populace). Ve strmých skalních soutěskách má hnízdiště zedníček skalní (Tichodroma muraria), na horských loukách a poloninách ohrožený chřástal polní (Crex crex). Dále zde žije mnoho ohrožených či dokonce endemických druhů obojživelníků a plazů: ve vlhkých bukových lesích je to například čolek karpatský (Triturus montandini), na teplých jižních svazích v křovinách a sadech užovka stromová (Zamenis longissima). Ryb je zde na 100 druhů, z toho 10 endemitů. Krom toho se zde odhaduje na 35–40 000 druhů hmyzu.

## Ochrana přírody

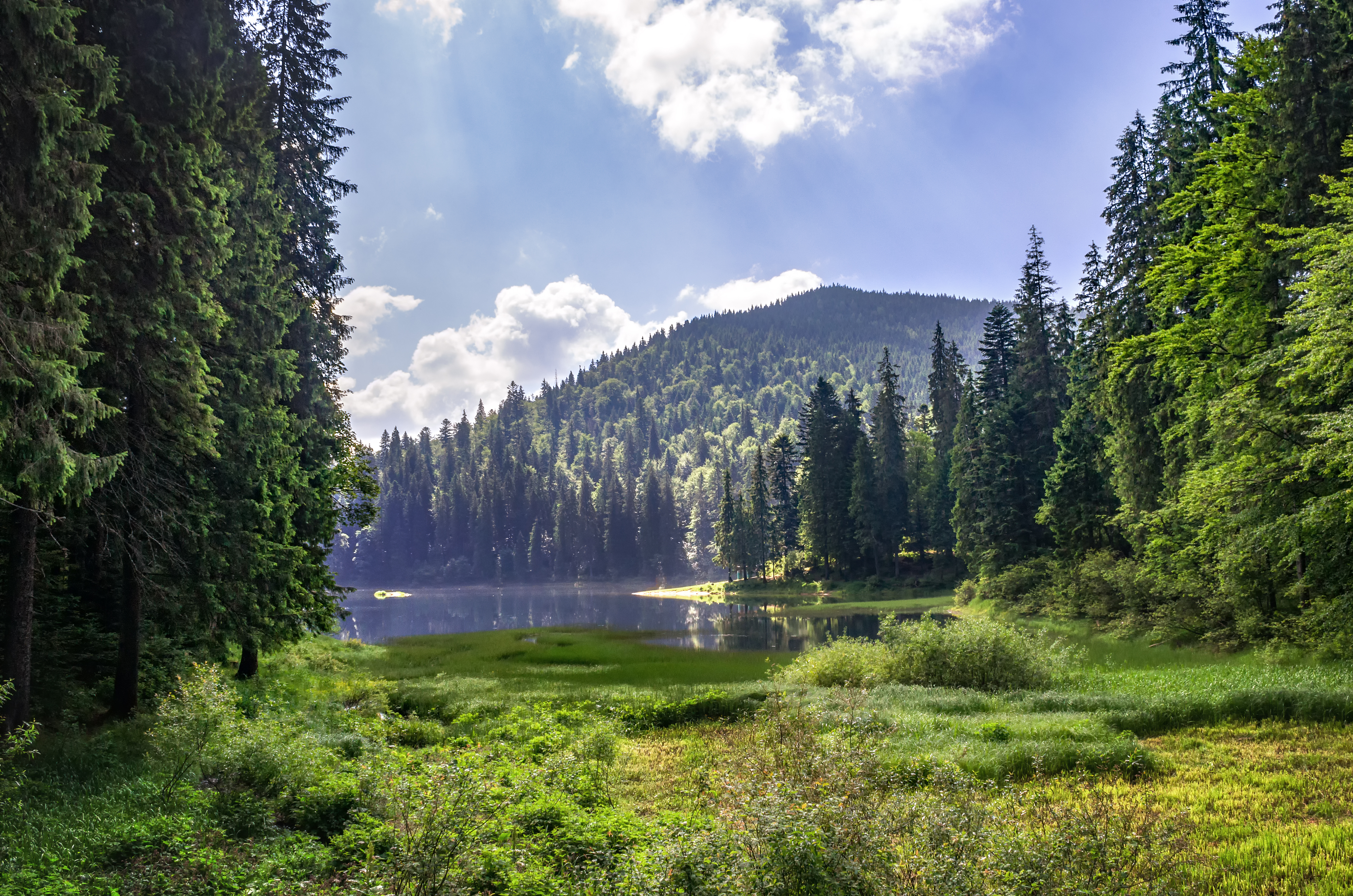
Jezero Siněvir ve stejnojmenném národním parku

První přírodní rezervace vznikaly v Karpatech od 30. let 20. století, ale síť chráněných území se poměrně dobře rozvinula teprve od 80. let 20. století. Chráněno je asi 16 % rozlohy Karpat, avšak míra ochrany se v jednotlivých zemích regionu liší. Na území Karpat se nachází 36 národních parků, 51 přírodních parků a velkoplošných chráněných území, 19 biosférických rezervací a kolem 200 dalších chráněných oblastí, o celkové rozloze 36 000 km². K nejvýznamnějším patří například národní parky na Slovensku, Magurský park v Polsku, Karpatský národní přírodní park a národní přírodní park Siněvir s rehabilitačním centrem medvěda hnědého na Ukrajině, nebo národní parky Piatra Craiului, Retezat, Cozia, Domogled, Cheile Nerei či Rodna v Rumunsku a Đerdap v Srbsku, chránící území okolo průlomu Dunaje soutěskou Železná vrata. Ohrožením pro karpatskou přírodu je zejména intenzivní a často nelegální těžba dřeva s proměnou druhové skladby lesů, nevhodné zalesňování nelesních biotopů, pytláctví a nekontrolovaná výstavba dopravní, sportovní a turistické infrastruktury. Ochrana přírody ve východní části pohoří je také méně efektivní než v západní a dle různých referencí mnohdy probíhá pouze formálně.
Pro zachování přírodních hodnot funguje od roku 2006 Karpatská úmluva, ve které se sedm karpatských států (všechny až na Rakousko) zavázalo k ochraně přírodního a kulturního dědictví a k udržitelnému rozvoji na celém území Karpat.

## Historie

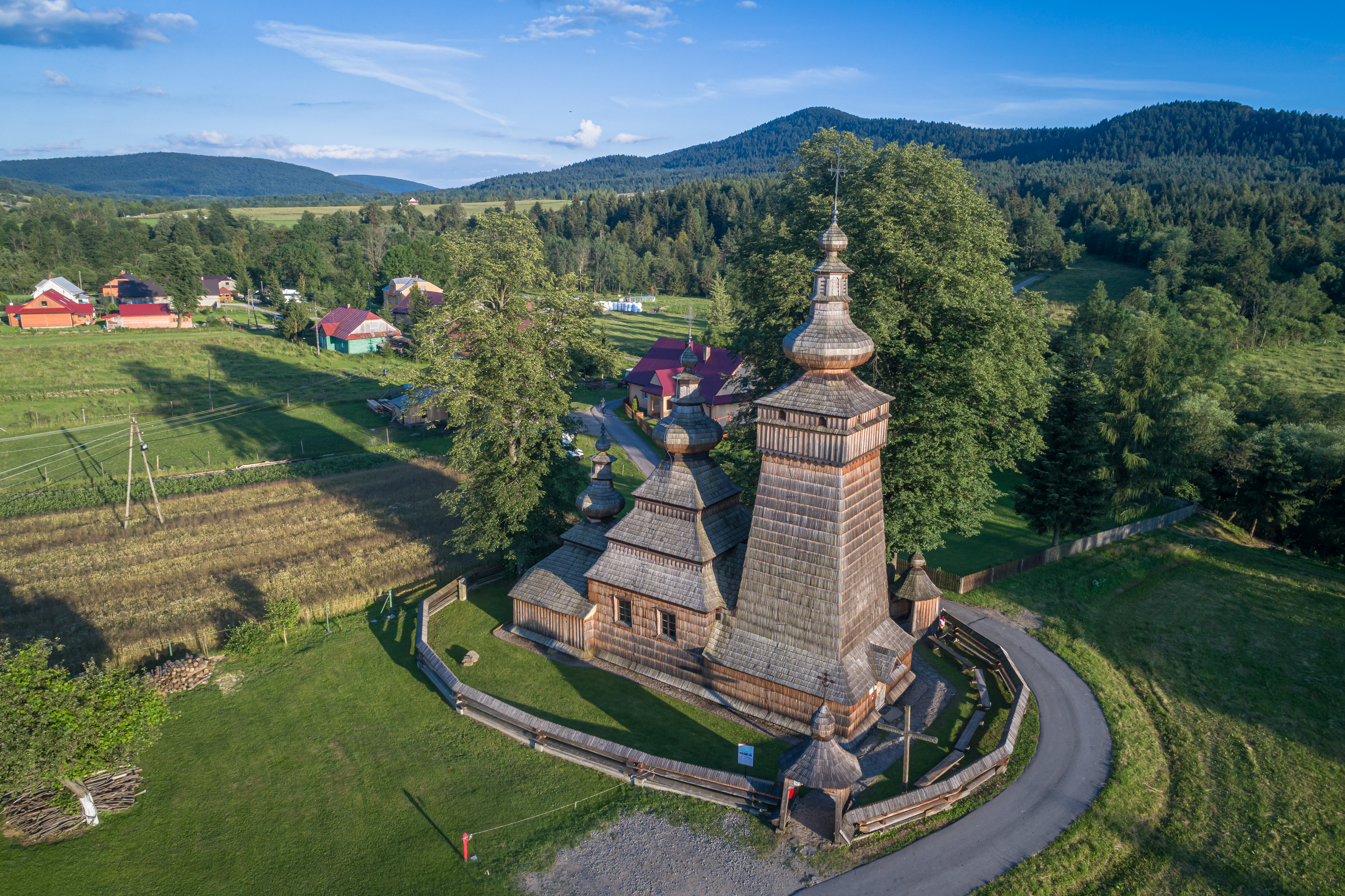
Dřevěný kostel sv. Paraskevy v Kwiatoni v Polsku, památka UNESCO

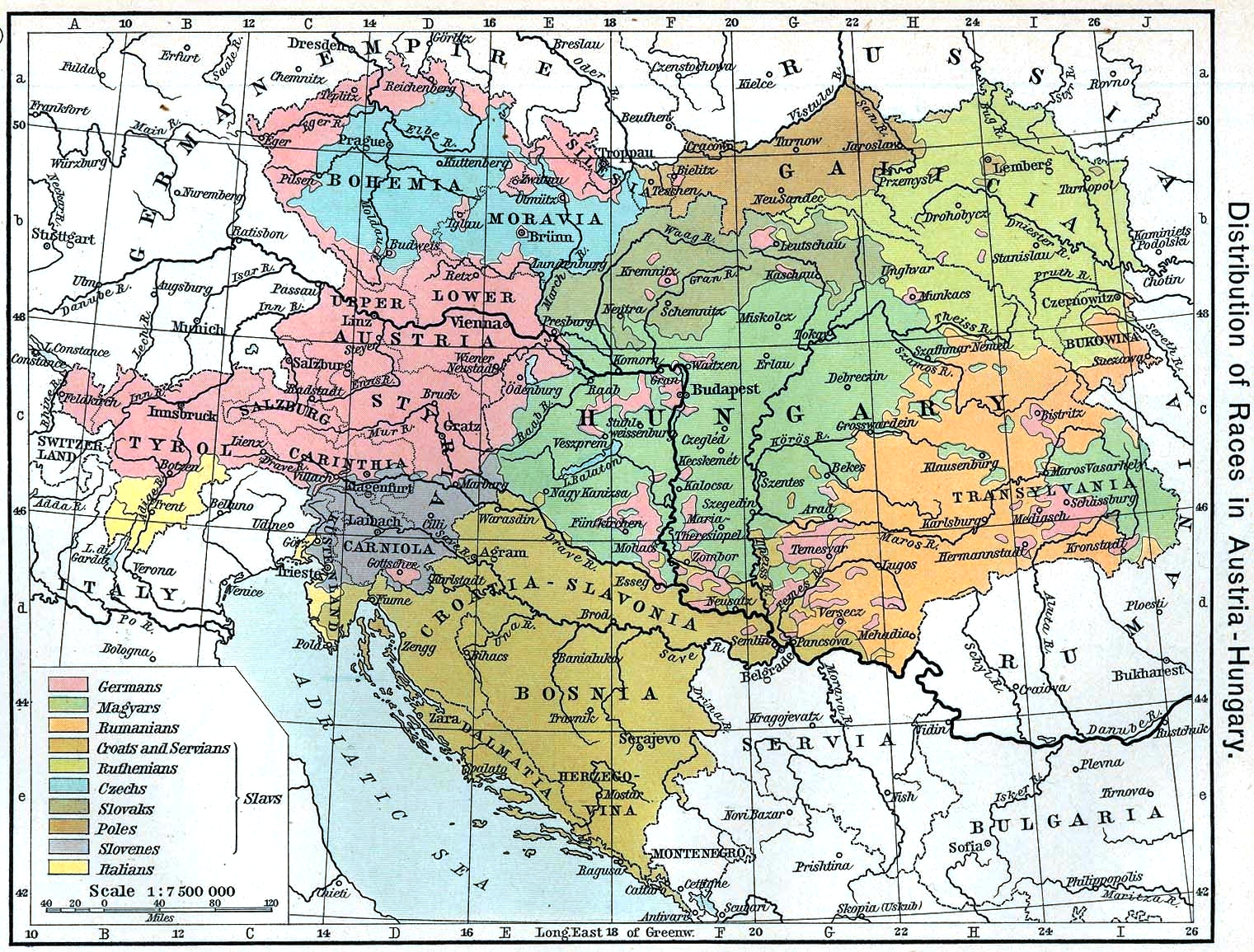
Etnická mapa Rakouska-Uherska ukazuje národnostní pestrost karpatského prostoru v roce 1911

Lidské osídlení karpatské oblasti trvá nepřetržitě od doby kamenné; nejstarší z nich, neandrtálské, je doloženo z paleolitu nálezy z jeskyně Šipka u Štramberka. Od doby železné se zde postupně vystřídalo či prolnulo osídlení keltské, thrácké a dácké a posléze římské, v době stěhování národů germánské, gótské, kumánské, avarské či hunské, posléze také slovanské (Češi, Slováci, Poláci, Ukrajinci), valašské, židovské a romské. Maďarské etnikum vybudovalo uvnitř karpatského oblouku v 10.–11. století mocnou uherskou říši, sousedící přes horský hřeben s knížectvími kyjevské Rusi. Pravděpodobně nejvýznamnější a do značné míry sjednocující historickou událostí byla ve 13.–16. století valašská kolonizace – spontánní, nijak nekoordinovaný proces, při němž pastevecké, původně valašské (rumunské) etnikum pozvolna postupovalo od jihu po hřebenech karpatského oblouku směrem na sever a západ a přitom asimilovalo se stávajícími obyvateli. Hřeben hor tvořil historicky hranici Moldavského, Valašského a Sedmihradského knížectví a na severu Uherského království a někdejšího Malopolska. Území na jihovýchodě byla od 16. století pod vlivem Osmanské říše a jejích vazalů a po vypuzení Osmanů osídlována obyvatelstvem z různých oblastí střední Evropy. Odlehlé pohoří mnohdy sloužilo jako útočiště pro obyvatelstvo vyhnané nebo pronásledované v okolních rovinách, jako byli Huculové, Lipované, hajduci, ale i různí zbojníci; v lesních kostelích Beskyd se v době protireformace shromažďovali evangelíci k tajným bohoslužbám.
V 19. století patřila většina Karpat, včetně historických území Halič, Bukovina, Sedmihradsko a Sikulsko pod správu Rakouska-Uherska; po hřebeni Jižních a části Východních Karpat procházela jeho hranice s Rumunským královstvím. V průběhu obou světových válek byly Karpaty místem tuhých frontových i partyzánských bojů, na což upomíná řada památníků a vojenských hřbitovů v oblasti, například v Dukelském průsmyku. Doba 20. a 21. století přinesla kolektivizaci a intenzifikaci zemědělství, budování průmyslové, dopravní a turistické infrastruktury a zejména s nástupem východoevropského kapitalismu také neřízenou a bezohlednou exploataci přírodního bohatství lesů holosečemi, expanzi turistických resortů, sjezdovek i postupné opouštění tradiční pastevecké a zemědělské kultury vedoucí k zarůstání nevyužívaných polonin, sadů a luk. Celkem na území Karpat žije na 17 milionů lidí, přičemž hustota osídlení je značně nevyrovnaná: zatímco v mezihorských pánvích a údolích překračuje průměrně 200 obyvatel na 1 km², rozsáhlé horské oblasti jsou trvale prakticky neosídlené. K největším městům uvnitř horského systému patří Zlín, Trenčín, Žilina, Banská Bystrica, Košice, Baia Mare, Sibiu, Brašov, Petrosani či Kluž.

## Kultura

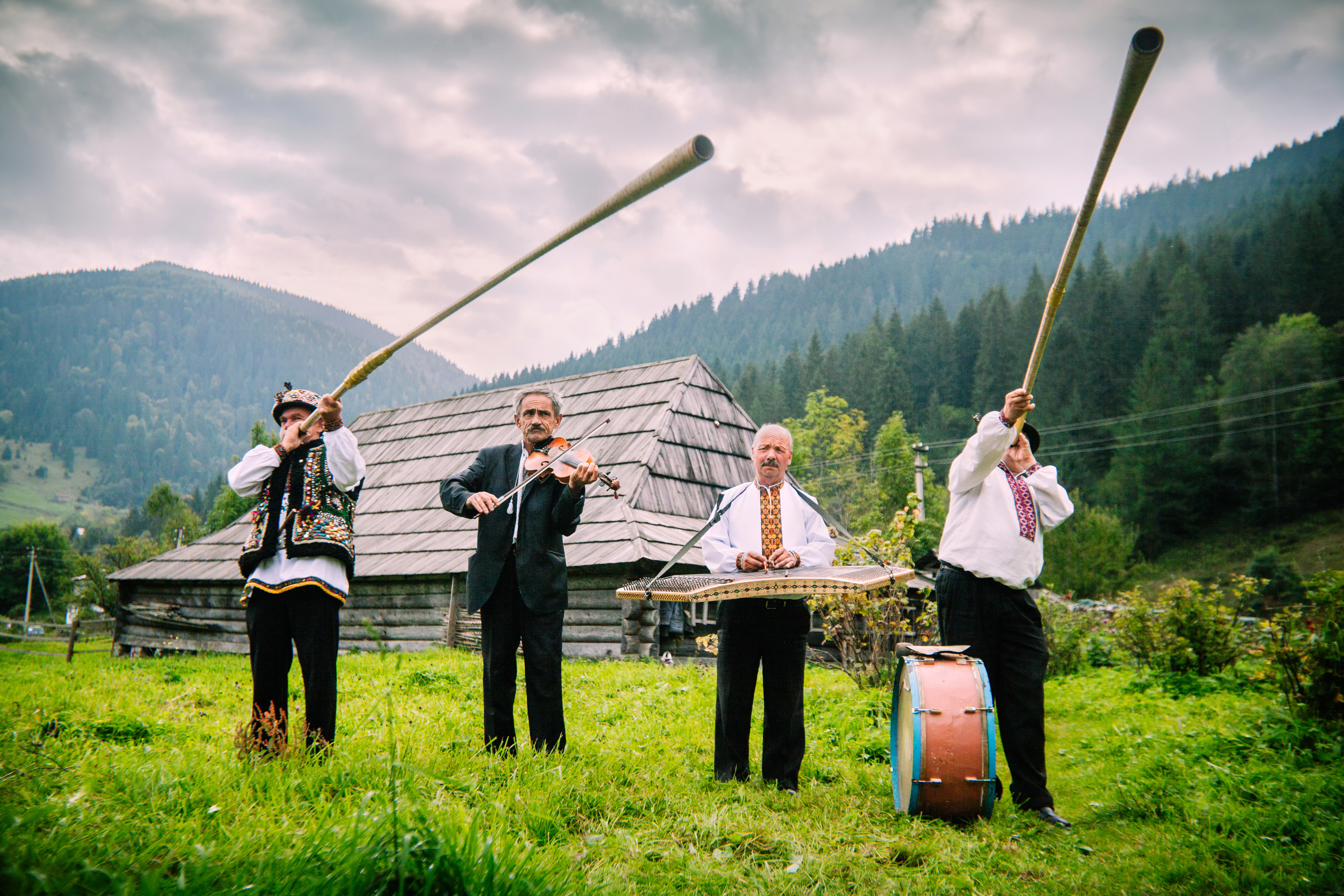
Huculští hudebníci s tradičními nástroji

Karpaty jsou oblastí, kde se vždy vzájemně setkávaly různé kulturní vlivy. Jsou nebo byly domovem řady malých národů, jako jsou Rusíni, Huculové, Lemkové, Bojkové, Goralé, a národnostních enkláv, jako např. sedmihradští Němci a Maďaři (Sikulové), Banátští Češi a další. Stýká se zde západní (římskokatolický) i východní (pravoslavný, řeckokatolický) křesťanský ritus. Tato směs kultur zde zanechala dědictví v podobě pestře propletené mozaiky jazyků, vzájemně podobných legend a pověstí, ale i památek architektury, řemesel, užitého umění (výšivky, řezbářství, keramika), oblečení, hudby, tance (slovenský odzemek, huculský arkan), kuchyně i tradic. Valašská kultura salašnického pastevectví silně přispěla k vytvoření charakteristické podoby karpatské krajiny s vysokohorskými pastvinami, mýtinami, loukami a kolibami, ale podepsala se i na stránce kulturní. V jazyce patří mezi společné dědictví valašské kolonizace takzvané karpatismy – výrazy sdílené od Rumunska až po moravské Valašsko a pojmenovávající objekty spojené s pasteveckým životem, jako jsou výrobky z mléka (brynza, žinčica, oščepok), typické potraviny (kyselica, halušky), pastýřský život (bača, fujara, gazda) nebo krajinné útvary (kotár, kyčera, magura, grúň). Společný jmenovatel života v odlehlých horách se u horalských národů projevil na charakteristických společenských tradicích kombinujících lidové křesťanství a magické pověry, tradici přírodního léčitelství („bohyně“ na Kopanicích, huculští molfaři) i na veskrze podobné kuchyni využívající ve velké míře brambor, kysaného zelí, pohanky, prosa, luštěnin, výrobků z kozího a ovčího mléka, lněného oleje, lesních plodů, lískových oříšků, medu či hub.

## Ekonomika, cestovní ruch

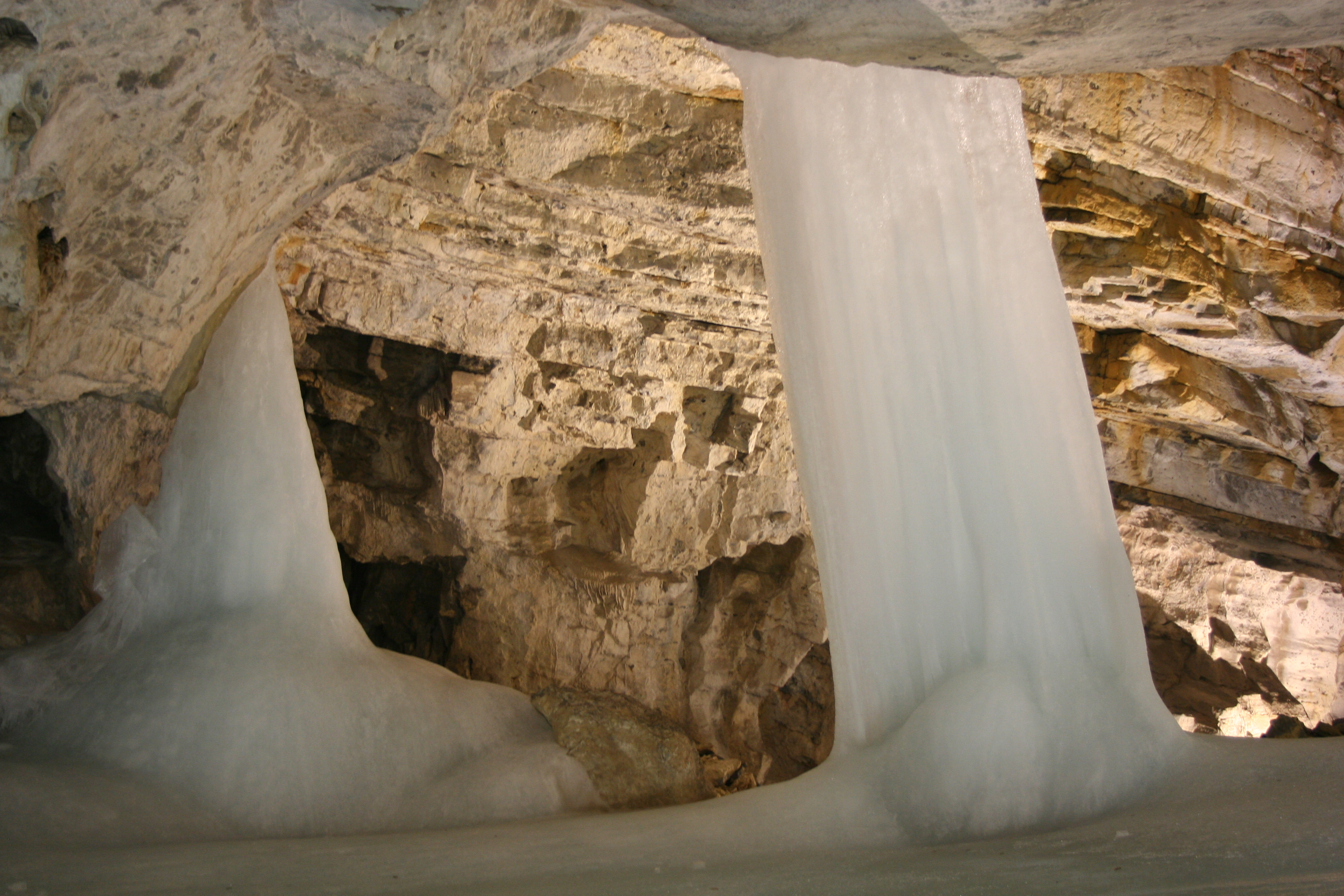
Demänovská ledová jeskyně na Slovensku patří k významným turistickým cílům

Průmysl v Karpatech není příliš významný, obzvláště po jeho úpadku se zánikem komunismu; hlavními ekonomickými zdroji dosud zůstávají zemědělství (v nižších polohách a v údolích) a lesnictví. V teplejších oblastech a na jižních svazích se pěstuje kukuřice, cukrová řepa, vinná réva či tabák, v chladnějších žito, oves, pšenice a brambory. Charakteristickým rysem krajiny v podhůří jsou staré extenzivní ovocné sady s krajovou produkcí především jablek a švestek. Na horách stále převažuje pastevectví se stády ovcí, skotu a koní, přestože s generační výměnou postupně zaniká, především na západě. Hlavním zdrojem příjmů je v mnoha oblastech odedávna těžba dřeva, které se dříve po horských řekách plavilo dolů do podhůří. Velká exploatace karpatských lesů začala v 19. století se zavedením železnic a postupně vedla k vykácení mnoha původních porostů a jejich nahrazení smrkovými monokulturami. Naopak na udržitelném hospodářském zpřístupňování pralesů Bukoviny a Podkarpatské Rusi počátkem 20. století se významně podílel český lesnický inženýr Josef Opletal. V 21. století se v zemích západních Karpat postupně prosazuje šetrnější lesnické hospodaření, na východě však dochází stále k masivním, často i nelegálním holosečím.
Rostoucím zdrojem příjmů je turistika a agroturistika. Pohoří karpatského oblouku patří k oblíbeným cílům jak běžné turistiky, tak i vícedenních treků a dálkových přechodů; částečně po hřebenech Karpat vedou evropské dálkové trasy E3 a E8 (slovenská část jako Cesta hrdinů Slovenského národního povstání). Dobré podmínky jsou zde pro horská kola, horolezectví i kajaking či rafting. Významnými středisky zimních sportů jsou slovenská letoviska Vysokých Tater, Zakopane v Polsku nebo rumunská Sinaia. U termálních a minerálních pramenů vznikly četné lázně (Pieštany, Luhačovice, Vyšné Ružbachy, Smrďáky, Eger, Krynica, Soločín, Borsec, Băile Herculane a mnoho dalších). V mnoha oblastech se lze setkat s tradiční lidovou architekturou a kulturními památkami, z nichž mnohé jsou zařazeny na seznam památek UNESCO, ať už jde o typické dřevěné kostelíky na Slovensku, v Polsku a na Ukrajině a v Maramureši, opevněné vesnice Sedmihradska nebo pravoslavné kláštery v bývalé Rumunské Moldávii a Bukovině (Putna, Moldovița a další). Turisty lákají též unikátní ledové jeskyně Slovenského ráje a krasu či bývalé solné doly Maramurešských hor. Zajímavostí je síť úzkorozchodných lesních železnic, budovaných na přelomu 19. a 20. století za účelem dopravy dřeva a lesních dělníků do odlehlých oblastí hor. Mnoho jich ve 20. století zaniklo, některé dosud slouží jako turistická atrakce.

## Odraz vumění avědě

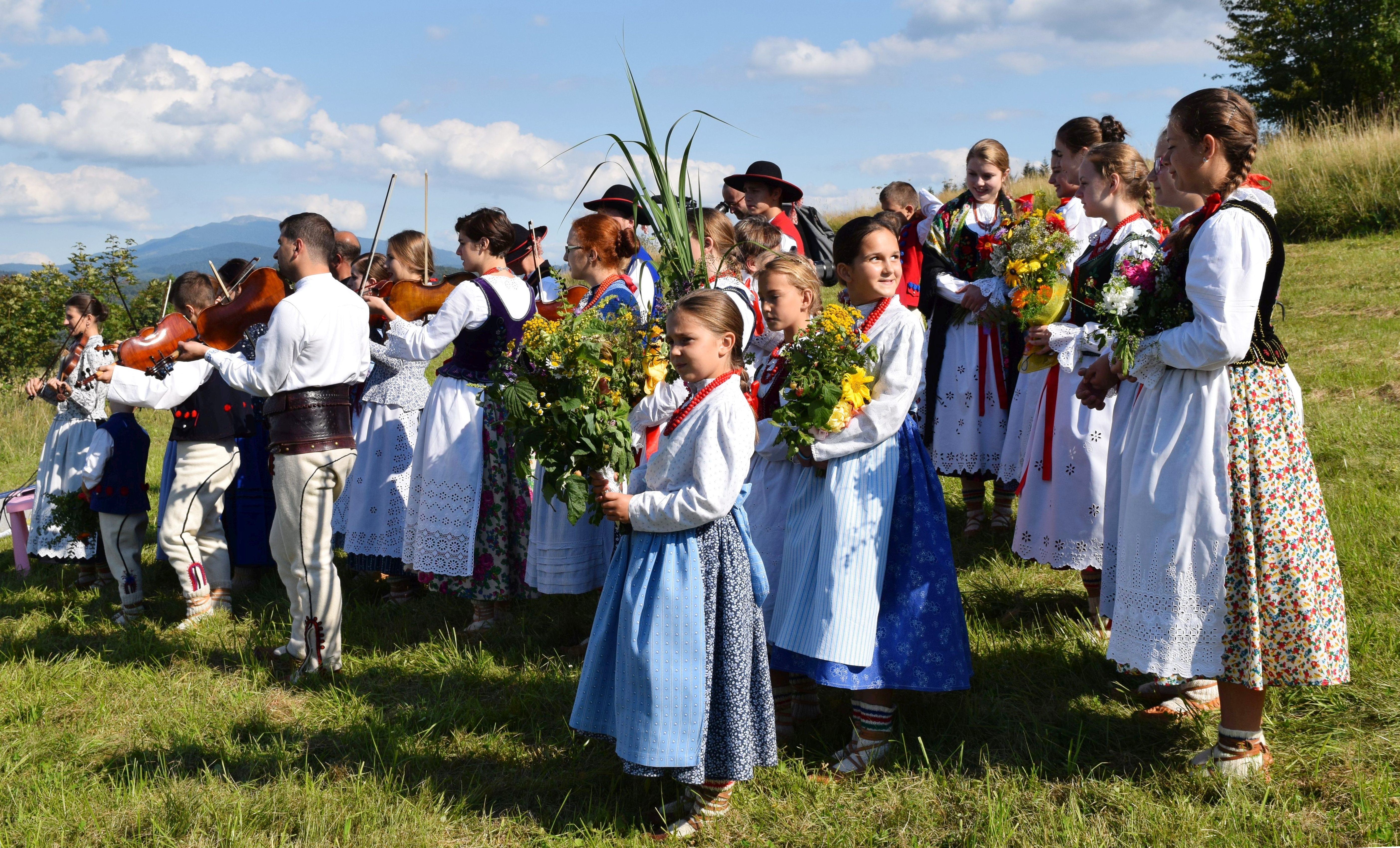
Folklórní slavnost v polských Beskydech

Vzhledem k bohaté a pestré historii se Karpaty objevují též v řadě uměleckých děl, která je obtížné stručně a v úplnosti postihnout. Jako kulisa slouží odlehlé pohoří například románům Dracula Brama Stokera nebo Tajemný hrad v Karpatech Julese Verna. Česká literatura za první československé republiky zpracovávala téma nově připojené Podkarpatské Rusi: odehrává se zde mnoho próz a reportáží Ivana Olbrachta (Země beze jména, Hory a staletí, Nikola Šuhaj loupežník, Golet v  údolí), črty Stanislava Kostky Neumanna (Enciány s Popa Ivana) nebo Hordubal Karla Čapka. Život v horských vsích Bukoviny zachycovala ukrajinská spisovatelka Olha Kobyljanska, život karpatské zvěře a obecně přírodní tematika je obsahem próz českého spisovatele a lesníka Jaroslava Hubálka (Ze stínů karpatských pralesů a jiné). Tradice a problémy moravsko-slovenských Karpat v moderní literatuře prozaicky ztvárnila Květa Legátová (Želary) nebo Kateřina Tučková (Žítkovské bohyně). Poetickými literárními průvodci po Karpatech, zejména rumunských, jsou Karpatské hry Miloslava Nevrlého nebo Vábení ducha Karpat Věry Koutecké. Život pastýřů na ukrajinských poloninách zobrazuje ukrajinský dokument režiséra Ostapa Kostyuka Živý oheň z roku 2015. Svébytným a vyhraněným literárním typem objevujícím se v mnoha podobách je karpatský zbojník s typickými atributy jako nezranitelnost, nadpřirozené schopnosti, silné sociální cítění s odbojem proti panstvu a podobně; k takovým patří i slezský Ondráš, slovenský Jánošík, podkarpatský Nikola Šuhaj či ukrajinský Oleksa Dovbuš.
Mnoho pohoří i jednotlivých vrcholů je opředeno lidovými legendami a pověstmi. Například Ceahlău, přezdívané „rumunský Olymp“, bylo posvátným pohořím starých Dáků a sídlem jejich nejvyššího boha Zalmoxise, tatranský vrch Kriváň je národním symbolem Slovenska a jeho historického obrození, mnoho pohanských i křesťanských legend je spojeno s horou Radhošť v Moravskoslezských Beskydech.
Podle Karpat pojmenoval německý astronom Johann Heinrich von Mädler pohoří Montes Carpatus na přivrácené straně Měsíce.